# STS-127
STS-127 — космический полёт MTKK «Индевор» по программе «Спейс Шаттл». Продолжение сборки Международной космической станции. 29-й полёт шаттла к МКС.

## Экипаж
- Марк Полански (англ.  Mark Polansky) (3-й космический полёт) — командир экипажа;
- Даглас Хёрли (англ.  Douglas Hurley) (1) — пилот;
- Дейвид Вулф (англ.  David Wolf) (4) — специалист полёта
- Жюли Пайетт (фр.  Julie Payette) (2) — специалист полёта
- Кристофер Кэссиди (англ.  Christopher Cassidy) (1) — специалист полёта
- Томас Маршбёрн (англ.  Thomas Marshburn) (1) — специалист полёта

### Экипаж МКС-20 (старт)
- Тимоти Копра (англ.  Timothy Kopra ) (1) — бортинженер

### Экипаж МКС-20 (посадка)
- Коити Ваката (англ.  Koichi Wakata) (3) — бортинженер

В экипаже «Индевора» — четыре новичка космических полётов: Даглас Хёрли, Кристофер Кэссиди, Томас Маршбёрн и Тимоти Копра.

## Выходы в открытый космос
В ходе полёта осуществлено пять выходов в открытый космос.
- Выход 1 —  Вулф и Копра
- Цель:
- Начало: 18 июля 2009 — 16:19 UTC
- Окончание: 18 июля — 21:51 UTC
- Продолжительность: 5 часов 32 минуты.

Это 126-й выход в космос связанный с МКС.
Это 5-й выход в космос для Вулфа и 1-й выход для Копра.
- Выход 2 —  Вулф и Маршбёрн
- Цель:
- Начало: 20 июля 2009 — 15:27 UTC
- Окончание: 20 июля — 22:20 UTC
- Продолжительность: 6 часов 53 минуты.

Это 127-й выход в космос связанный с МКС.
Это 6-й выход в космос для Вулфа и 1-й выход для Маршбёрна.
- Выход 3 —  Вулф и Кэссиди
- Цель:
- Начало: 22 июля 2009 — 14:32 UTC
- Окончание: 22 июля — 20:31 UTC
- Продолжительность: 5 часов 59 минут.

Это 128-й выход в космос связанный с МКС.
Это 7-й выход в космос для Вулфа и 1-й выход для Кэссиди.
- Выход 4 —  Кэссиди и Маршбёрн
- Цель:
- Начало: 24 июля 2009 — 13:54 UTC
- Окончание: 24 июля — 21:06 UTC
- Продолжительность: 7 часов 12 минут.

Это 129-й выход в космос связанный с МКС.
Это 2-й выход в космос для Кэссиди и 2-й выход для Маршбёрна.
- Выход 5 —  Кэссиди и Маршбёрн
- Цель:
- Начало: 26 июля 2009 — 11:33 UTC
- Окончание: 26 июля — 16:27 UTC
- Продолжительность: 4 часов 54 минуты.

Это 130-й выход в космос связанный с МКС.
Это 3-й выход в космос для Кэссиди и 3-й выход для Маршбёрна

## Цель
Доставка и монтаж последних компонент японского исследовательского модуля «Кибо». Были смонтированы Внешняя экспериментальная платформа (Japanese Experiment Module — Exposed Facility, JEM-EF) и Внешняя негерметичная секция (Experiment Logistics Module — Exposed Section, ELM-ES). Совместно эти две секции составляют одно целое и представляют собой экспериментальную площадку, которая находится на внешней стороне модуля «Кибо». На этой негерметичной площадке проводятся эксперименты над различными материалами в условиях окружающего космического пространства. В торце цилиндрического по форме модуля «Кибо» имеется шлюзовая камера, через которую экспериментальные материалы будут выноситься из модуля и устанавливаться на Внешней экспериментальной платформе. Результаты экспериментов через шлюзовую камеру будут заноситься обратно в герметизированный модуль. Для выполнения этих операций, на внешней стороне японского модуля предусмотрен специальный робот-манипулятор, аналогичный такому же, как и установленному на Спейс шаттле или на МКС. До сих пор, чтобы вынести из станции или занести в станцию экспериментальные материалы, требовалось осуществлять выход астронавтов в открытый космос.

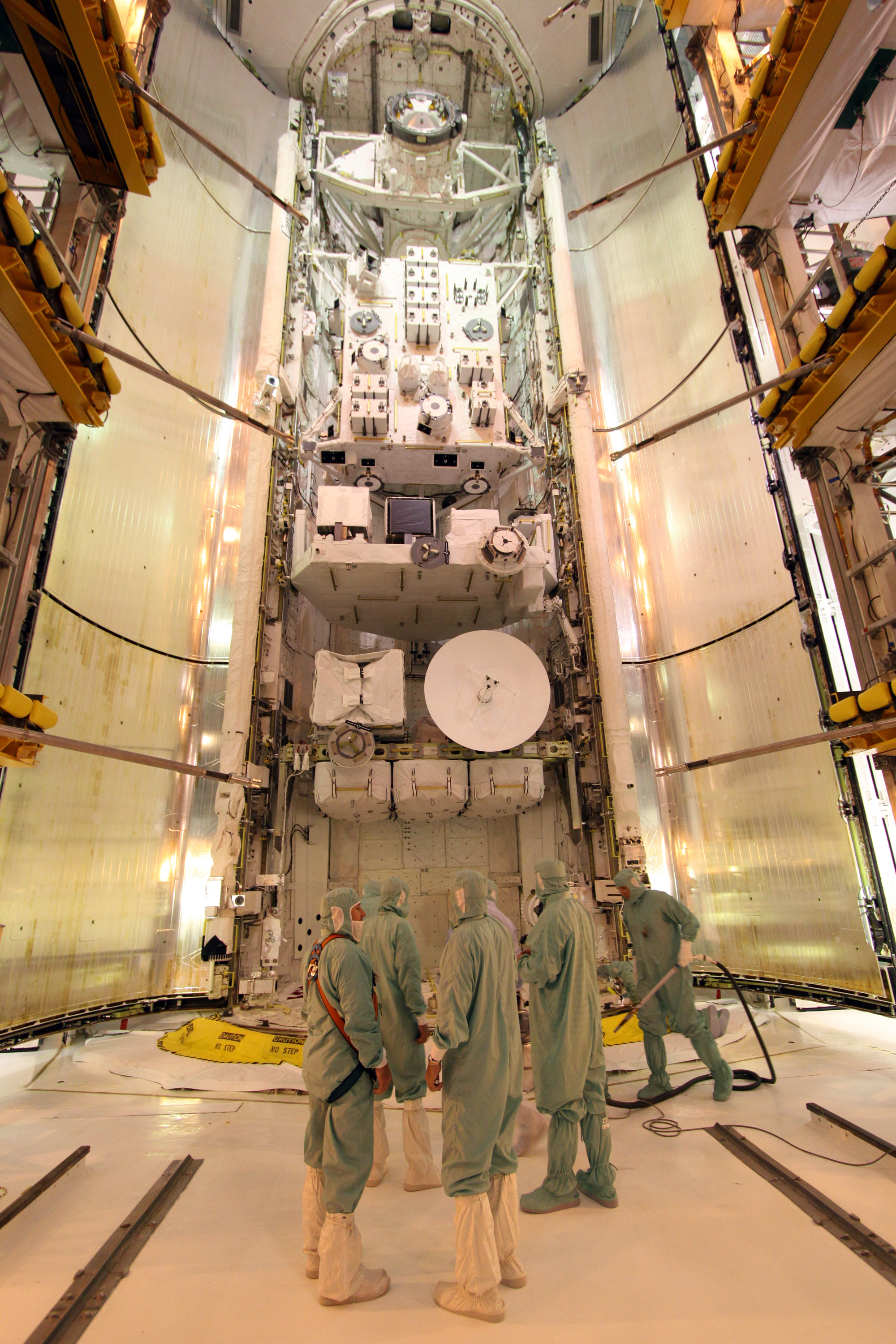
Грузовой отсек «Индевора». В верхней части виден стыковочный узел шаттла; ниже японская экспериментальная платформа; ниже транспортная конструкция с японскими научными приборами; ниже универсальная грузовая конструкция, на которой видна тарелка антенны Ku-диапазона.

Доставка блока запасных аккумуляторных батарей для секции Р6 ферменной конструкции станции, которая была отправлена в космос и установлена на станции в 2000 году. В грузовом отсеке шаттла, запасные батареи закреплены на универсальной грузовой конструкции (Integrated Cargo Carrier — Vertical Light Deployable, ICC-VLD).
Одной из задач миссии является также замена одного члена 20-й экспедиции МКС: Тимоти Копра останется на станции, вместо него на землю вернётся Коити Ваката.
Кроме основных заданий, связанных с МКС, в ходе миссии будут проводиться различные эксперименты и запускаться спутники.
- Выведение на околоземную орбиту двух миниспутников «Драгонсат» (DRAGONSAT, Dual RF Autonomous GPS On-Orbit Navigator Satellite). Эти два спутника имеют размер 12,7×12,7×12,7 см (5×5×5 дюймов) каждый. Они будут запущены из грузового отсека шаттла. Задача спутников — отработка автоматического сближения и автоматической стыковки, с использованием навигационных сигналов глобальной спутниковой системы позиционирования (GPS).
- Запуск двух микроспутников ANDE-2 (Atmospheric Neutral Density Experiment-2). Эти два спутника имеют сферическую форму с диаметром 46 см (19 дюймов), вес одного 50 кг, другого 25 кг. Эти спутники предназначены для изучения плотности и состава атмосферы на высоте 350 км. Данные, полученные от этих спутников, будут использоваться для более точного расчета траектории космических аппаратов.
- Проведение экспериментов по изучению свойств ионной турбулентности в реактивных струях двигателей шаттла (Shuttle Exhaust Ion Turbulence Experiments, SEITE). В определённое время в определённой точки траектории и с определённой ориентацией будут включаться двигатели орбитального маневрирования шаттла. Параметры реактивной струи двигателей шаттла будут измеряться несколькими спутниками. Параметры реактивных струй будут изучаться с точки зрения помех, которые они создают для радиосвязи или навигации.
- Эксперименты по изучению взаимодействия реактивной струи двигателей шаттла с компонентами верхних слоев атмосферы (MAUI, Maui Analysis of Upper-Atmospheric Injections). Двигатели шаттла будут включаться, когда он будет пролетать над островом Мауи. Наблюдения за шаттлом будут осуществляться через сеть оптических телескопов и радаров исследовательского центра, расположенного на острове Мауи.
- Эксперименты по изучению турбулентности, возникающей в ионосфере под воздействием реактивной струи двигателей шаттла с помощью радаров расположенных на Земле (SIMPLEX, Shuttle Ionospheric Modification with Pulsed Local Exhaust).

## Подготовка к полёту
11 февраля 2008 года был назван экипаж для миссии «Индевор» STS-127. Командиром экипажа назначен Марк Полански, пилотом — Даглас Хёрли, специалисты полёта — Кристофер Кэссиди, Томас Маршбёрн, Дейвид Вулф, Жюли Пайетт и бортинженер 20-й экспедиции МКС Тимоти Копра. Марк Полански совершил два космических полёта: первый в феврале 2001 года в качестве пилота шаттла «Атлантис» STS-98, второй в декабре 2006 года в качестве командира шаттла «Дискавери» STS-116. Дейвид Вулф совершил три космических полёта: первый в октябре 1993 года в составе экипажа шаттла «Колумбия» STS-58, во время второго полёта с сентября 1997 года по январь 1998 года он провёл 128 суток на российской космической станции «Мир», третий в октябре 2002 года в составе экипажа шаттла «Атлантис» STS-112. Канадский астронавт Жюли Пайетт совершила один космический полёт в мае 1999 года на шаттле «Дискавери» STS-96. Даглас Хёрли, Кристофер Кэссиди, Томас Маршбёрн и Тимоти Копра — новички космических полётов.
Тимоти Копра останется на МКС в качестве бортинженера 20-й экспедиции МКС. Вместо него на Землю вернётся Коити Ваката, который находится на МКС в составе 19-й экспедиции МКС с марта 2009 года.
9 апреля 2009 года шаттл «Индевор» был перевезен из ангара в здание вертикальной сборки. Шаттл «Индевор», в первую очередь, готовится к возможной спасательной миссии (STS-400) для «Атлантиса», который в мае 2009 года выполнял полёт по обслуживанию телескопа «Хаббл». Перевозка «Индевора» проходила с 10 часов 58 минут по Гринвичу (6:58 летнего восточного времени США) до 11 часов 50 минут.
В здании вертикальной сборки «Индевор» будет соединен с внешним топливным баком и двумя твердотопливными ускорителями.
17 апреля шаттл «Индевор», который готовится к возможной спасательной миссии STS-400 для шаттла «Атлантис» STS-125, вывезен из здания вертикальной сборки и установлен на стартовой площадке 39В. Вывоз начался в 3 часа 57 минут по Гринвичу (16 апреля в 23 часа 57 минут летнего времени восточного побережья США). В 11 часов 17 минут «Индевор» установлен на стартовой площадке.
Одновременно два шаттла находятся на стартовых площадках и готовятся к полёту: «Атлантис» на стартовой площадке 39А, «Индевор» — 39В. «Индевор» будет оставаться в готовности к старту спасательной миссии STS-400 вплоть до того момента, когда будет установлено, что «Атлантис» не имеет повреждений и сможет самостоятельно вернуться на землю. После этого шаттл «Индевор» будет перевезен на стартовую площадку 39А, и будет готовиться к своему очередному полёту к Международной космической станции — STS-127.
21 мая шаттл «Индевор», который находился в состоянии готовности к старту с миссией спасения STS-400, снят с дежурства. Это решение было принято в связи с тем, что шаттл «Атлантис» находится в хорошем состоянии и способен самостоятельно вернуться на Землю. Шаттл «Индевор» начал подготовку к своей плановой миссии к МКС — STS-127, старт которой назначен на 13 июня.
29 мая, планировавшийся на этот день, переезд «Индевора» со стартовой площадки 39В на площадку 39А из-за плохой погоды отложен до 31 мая.
31 мая шаттл «Индевор» перевезён со стартовой площадки 39В на стартовую площадку 39А. Перевозка началась в 7 часов 16 минут по Гринвичу (3 часа 16 минут местного времени) и закончилась в 15 часов 42 минуты. «Индевор» был последним шаттлом, который находился на стартовой площадке 39В. С 1986 по 2006 годы шаттлы 53 раза стартовали со стартовой площадки 39В.

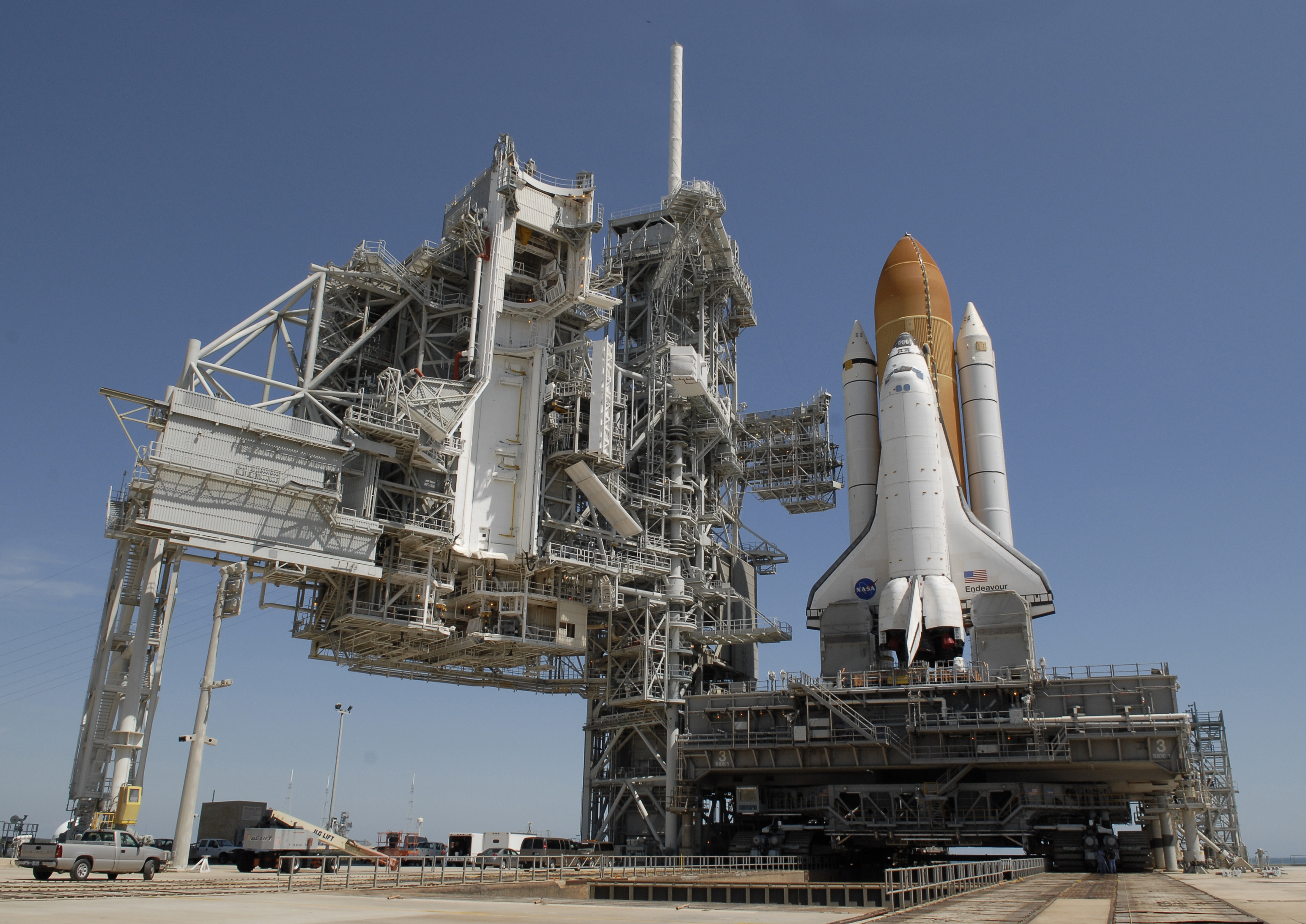
«Индевор» установлен на старте 39А.

С этого дня площадка 39В полностью переключается на космическую программу «Созвездие». Она будет переоборудована для стартов разрабатываемой в США новой ракеты-носителя «Арес I». Первый испытательный пуск ракеты «Арес I» с переоборудованной стартовой площадки 39В должен состояться в конце лета 2009 года.
3 июня официально объявлено, что миссия «Индевор» STS-127 стартует 13 июня в 11 часов 17 минут по Гринвичу (7 часов 17 минут летнего времени восточного времени США).
8 июня поздно вечером в 23 часа 53 минут местного времени (3 часа 53 минуты 9 июня по Гринвичу) экипаж «Индевора» прибыл из Хьюстона на космодром на мысе Канаверал для заключительной подготовки к старту миссии STS-127, назначенному на 13 июня.
13 июня старт «Индевора» отложен, по крайней мере, на четверо суток из-за обнаружения утечки газообразного водорода. Заправка внешнего топливного бака шаттла началась в ночь на 13 июня в 1 час 52 минуты по Гринвичу (21 час 52 минуты местного времени 12 июня). Обычно заправка продолжается в около трёх часов. Когда заправка походила к концу, в 4 часа 20 минут (0 часов 20 минут местного времени), датчики зафиксировали повышенный уровень газообразного водорода в районе соединения топливопровода с внешним топливным баком шаттла. В 4 часа 26 минут было официально объявлено, что старт шаттла откладывается.
С аналогичной проблемой (утечка газообразного водорода) специалисты НАСА сталкивались в марте текущего года, во время заправки шаттла «Дискавери», который готовился к миссии STS-119. В тот раз на устранение неисправностей понадобилось четыре дня.
Старт «Индевора» может состояться не ранее 17 июня (в 9 часов 40 минут по Гринвичу). Однако на 17 июня также назначен старт ракеты-носителя «Атлас-5», которая должна вывести на орбиту два спутника, предназначенных для исследования Луны. Оба запуска и шаттла, и «Атласа» в один день невозможны. Для переконфигурации систем запуска между двумя стартами необходимо около 48 часов. Поэтому старт «Индевора», возможно, будет передвинут на 20 июня (в 8 часов 30 минут).
НАСА заинтересовано в скорейшем запуске «Индевора», так как перенос старта «Индевора» повлечёт за собой сдвиг запусков всех последующих миссий.
Однако, и запуск спутников для исследования Луны также имеет важное значение в планах НАСА. Благоприятное окно, для запуска спутников к Луне, продолжается четверо суток. Следующая благоприятная возможность представится через две недели.
Решение о дате запуска «Индевора» и «Атласа» будет принято в воскресенье (14 июня).
14 июня решение о запуске «Индевора» не было принято. В сложившейся ситуации рассматривались два варианта:
- план А — старт «Индевора» 17 июня в 09:40:50 по Гринвичу и старт «Атласа» 19 или 20 июня
- план Б — старт «Атласа» 17 июня между 19 и 20 часами и старт «Индевора» 20 июня.

Предпочтение отдаётся плану А, так как в этом варианте имеется одна возможность для запуска «Индевора» и две возможности для «Атласа». Прогноз погоды на 17 июня более благоприятен для плана А: вероятность приемлемых погодных условий в первой половине дня составляет 70 %, а во второй половине дня — 60 %.
Окончательное решение о последовательности запусков 17 июня будет принято в понедельник, 15 июня.
15 июня. Вторая попытка старта шаттла «Индевор» назначена на 17 июня в 9 часов 40 минут по Гринвичу (5 часов 40 минут местного времени). Старт ракеты-носителя «Атлас-5» с исследовательскими спутниками Луны сдвинут на 19 июня. Рассматривается также возможность запуска ракеты «Атлас-5» и 18 июня.
17 июня в 5 часов 55 минут (за четыре часа до старта) отменена вторая попытка запуска шаттла «Индевор». Причина отмены старта, та же что и 13 июня — утечка газообразного водорода из системы заправки. Хотя, как и в случае с шаттлом «Дискавери» в марте 2009 года, был заменен уплотнитель в вентиле топливопровода, утечку устранить не удалось. Во время заправки вентиль несколько раз с перерывами закрывали и открывали, в надежде на успех, но утечку водорода устранить не удавалось. Причина неисправности остаётся неизвестной.
Старт «Индевора» переносится на (не ранее) 11 июля, время старта — 23 часа 39 минут по Гринвичу (19 часов 39 минут местного времени).
1 июля после проведённого ремонта, специалисты НАСА провели успешное испытание

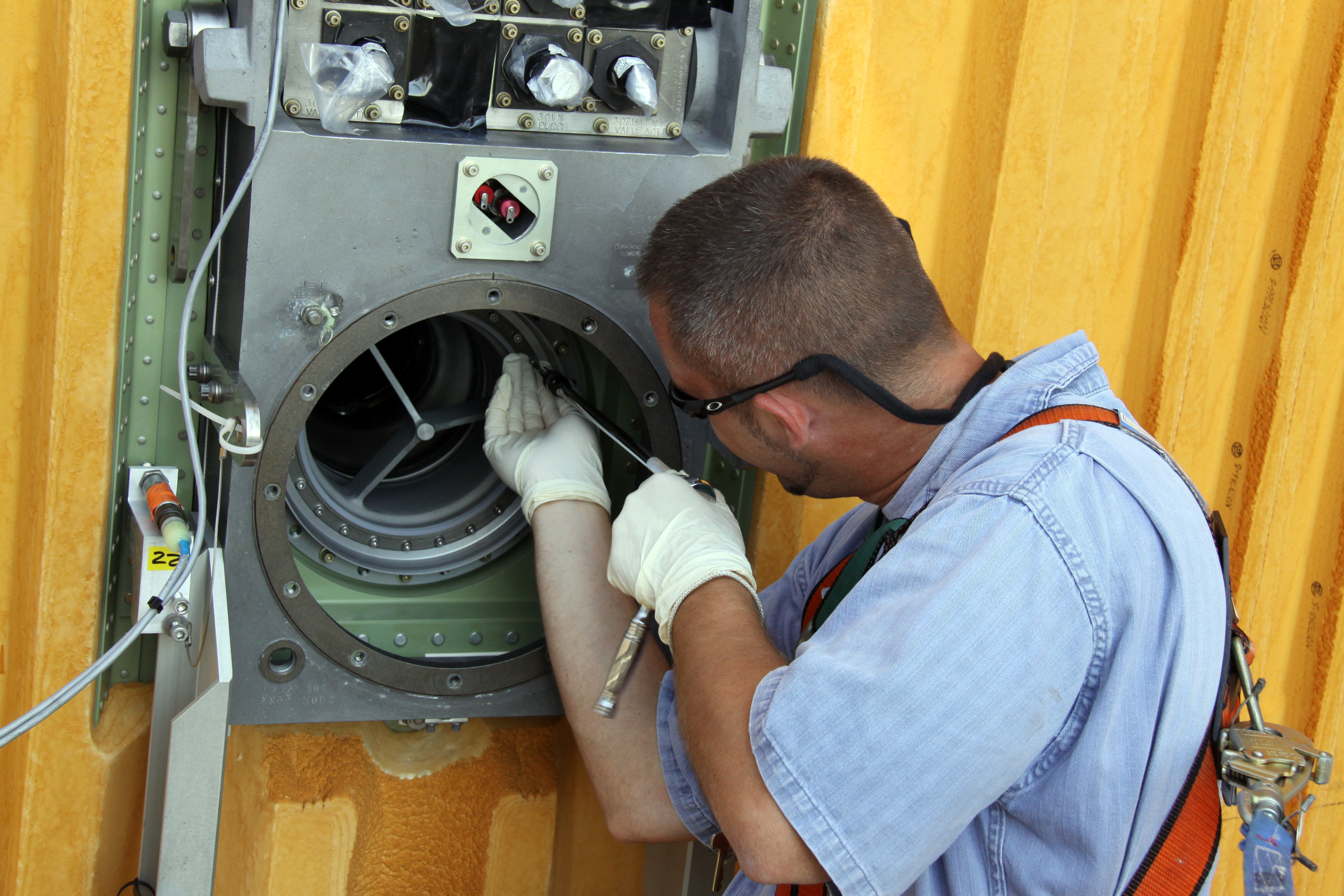
Ремонт системы заправки.

 системы заправки внешнего топливного бака шаттла «Индевор» жидким водородом. Во время попыток старта 13 и 17 июня именно утечка водорода стала причиной отмены старта. На этот раз всё прошло без замечаний, утечки водорода не наблюдалось. Старт «Индевора» должен состояться 11 июля в 23 часа 39 минут 33 секунды по Гринвичу. Стыковка с МКС — 13 июля, возвращение на Землю — 27 июля.
Окно для запуска «Индевора» составляет четыре дня, начиная с 11 июля. Это обусловлено тем, что на 24 июля назначен старт очередного российского грузового корабля «Прогресс». Запуск «Прогресса» имеет приоритет перед запуском «Индевора», так как «Прогресс» должен доставить необходимые материалы для поддержания жизнедеятельности шести членов экипажа МКС.
Если старт «Индевора» не состоится до 14 июля, чтобы избежать возможных коллизий с «Прогрессом» на орбите, старт «Индевора» придётся откладывать до 29 июля.
Из-за задержки старта «Индевора» НАСА вынуждено перенести старт следующего шаттла «Дискавери» STS-128 с 6 августа на 18 августа.
7 июля экипаж «Индевора» вернулся на космодром мыса Канаверал из Хьюстона. Экипаж начинает непосредственную подготовку к старту, назначенному на 11 июля.
9 июля в 2 часа (8 июля в 22 часа летнего времени восточного побережья США) начат предстартовый отсчёт времени. Единственное препятствие для старта «Индевора» 11 июля может возникнуть из-за неблагоприятной погоды. В соответствии с прогнозом погоды, во второй половине дня 11 июля над Флоридой ожидаются дожди и грозы. Вероятность благоприятной погоды для запуска шаттла составляет 40 %. Улучшение погоды ожидается в воскресенье (12 июля) и в понедельник. Чтобы успеть выполнить все задания предстоящего полёта, «Индевор» должен отстыковаться от МКС не позднее 27 июля, так как на этот день назначен старт российского грузового корабля «Прогресс», полёт которого имеет критическое значение для обеспечения необходимыми материалами экипажа станции. Поэтому, «Индевор» должен быть запущен не позднее 14 июля. Если этого не произойдёт, то старт будет отложен до 27 июля.

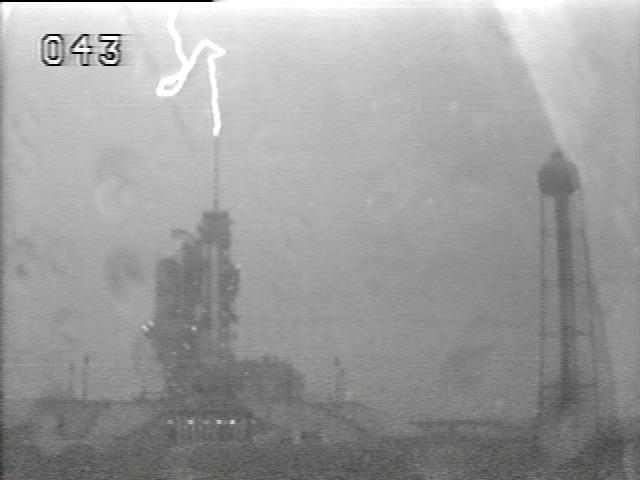
Гроза над стартовой площадкой 10 июля 2009 года.

10 июля во второй половине дня во время грозы 11 молний были зафиксированы в радиусе около 550 метров (1800 футов) вокруг стартовой площадке 39А, на которой установлен шаттл «Индевор». Стартовая площадка шаттла оборудована молниезащитой. Во время грозы были зафиксированы попадания молний в мачты молниеотводов и в водонапорную башню. Непосредственных попаданий в шаттл, во внешний топливный бак или в твердотопливные ускорители зафиксировано не было. 11 июля было принято решение о задержке старта «Индевора» на одни сутки. Старт должен был состояться 12 июля в 23 часа 13 минут по Гринвичу (19 часов 13 минут местного времени). Специалисты НАСА посчитали, что, после случившейся грозы, необходимо провести дополнительное тестирование работоспособности электронных систем шаттла.
12 июля из-за грозовых облаков вблизи космодрома запуск отложили на сутки. Старт должен был состояться 13 июля в 22 часа 51 минуту по Гринвичу (18 часов 51 минуту местного времени).
13 июля в 22 часа 39 минут (за 12 минут до назначенного времени) старт «Индевора» был вновь отменен из-за неблагоприятной погоды на мысе Канаверал. Следующая попытка старта назначена на среду (15 июля), время старта 22 часа 3 минуты по Гринвичу (18 часов 3 минуты местного времени).
15 июля в 22 часа 3 минуты по Гринвичу (18 часов 3 минуты летнего времени восточного побережья США) шаттл «Индевор» успешно стартовал к Международной космической станции.

## Описание полёта

### Старт и первый день полёта
22:03 15 июля — 04:03 16 июля

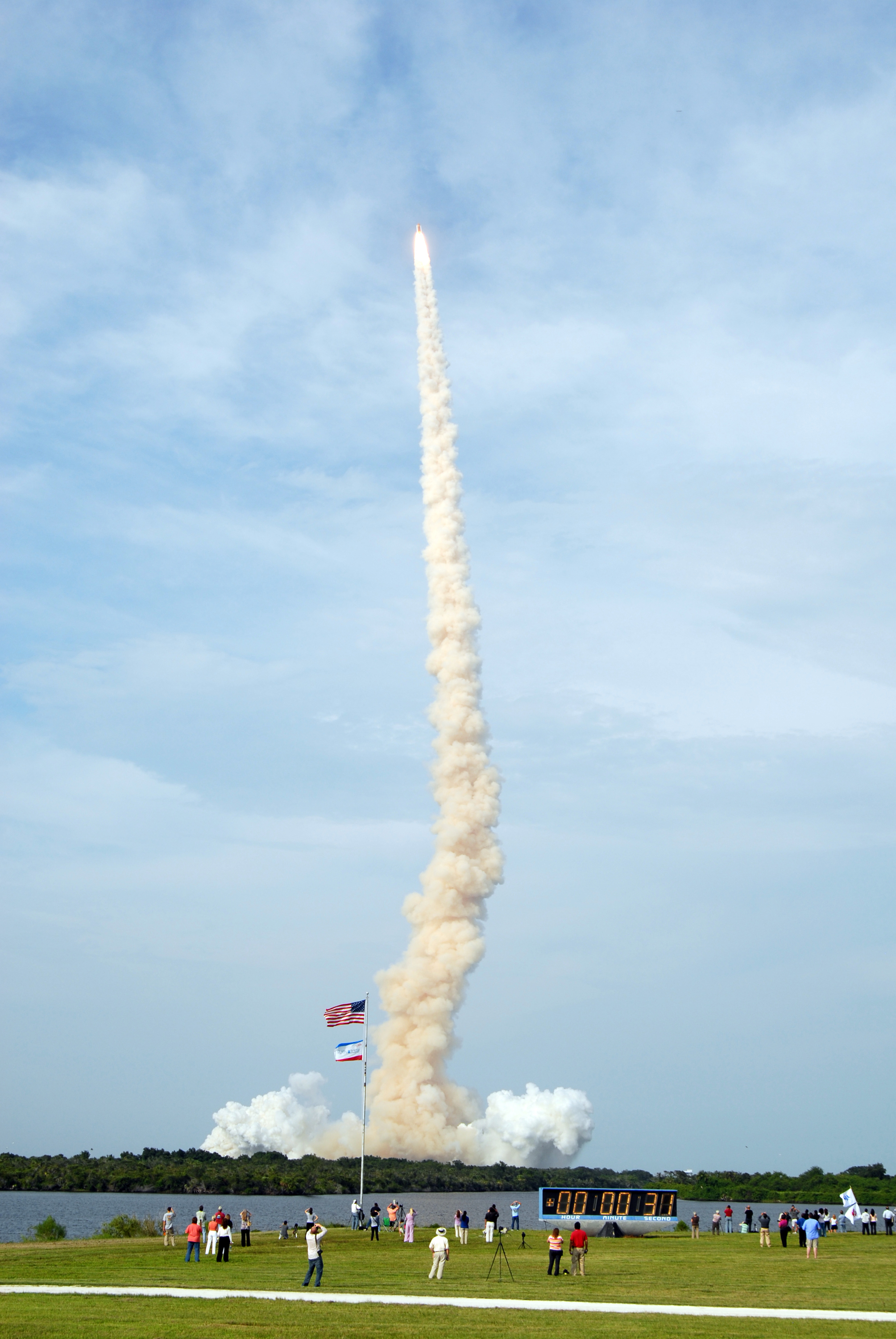
Старт 15.07.2009.

15 июля точно в назначенное время (22 часа 3 минуты) шаттл «Индевор» в 23-й раз стартовал в космос. Пять раз старт переносился: дважды из-за неисправности системы заправки внешнего топливного бака и трижды из-за неблагоприятных погодных условий на мысе Канаверал. Правый и левый ускоритель, оборудованные тормозной системой, парашютом и видеорегистратором, приземлились на воду приблизительно на 7 минуте полёта.
Через 9 минут после старта шаттл вышел на орбиту. В это время МКС находилась над южной частью Тихого океана.
После выхода на орбиту, был открыт грузовой отсек шаттла. Астронавты проверили работоспособность робота-манипулятора, который они будут использовать для инспекции теплозащитного покрытия шаттла во второй день полёта.
Во время старта «Индевора» было зафиксировано необычно много оторвавшихся кусков теплоизоляции внешнего топливного бака. Отрыв 2 — 3 кусков изоляции происходит при каждом старте. В этот раз было зафиксировано около 15 оторвавшихся кусков изоляции. Некоторые из них ударились о днище шаттла. По предварительным данным, значительных повреждений теплозащитного покрытия шаттла не зафиксировано.

### Второй день полёта
12:03 16 июля — 03:03 17 июля
Астронавты проводили обследование теплозащитного покрытия кромок крыльев и носа шаттла. Обследование проводилось с помощью камеры и лазерного сканера, закреплённых на пятидесятифутовом удлинителе робота-манипулятора. Полученные изображение переданы на землю, где эксперты НАСА проведут анализ состояния теплозащиты шаттла.
Астронавты подготавливали системы шаттла к предстоящей 17 июля стыковки с МКС.

### Третий день полёта
10:33 17 июля — 03:03 18 июля
В 15 часов 17 минут «Индевор» находился на расстоянии 15 км (9,2 мили) от станции. В это время был включён двигатель шаттла, который отработал 12 секунд. В 16 часов 5 минут «Индевор» находился на расстоянии 6,7 км (22000 футов) от станции. В 16 часов 7 минут была установлена прямая радио связь между шаттлом и станцией. В 16 часов 30 минут расстояние между шаттлом и станцией составляло 1,61 км (1 миля).

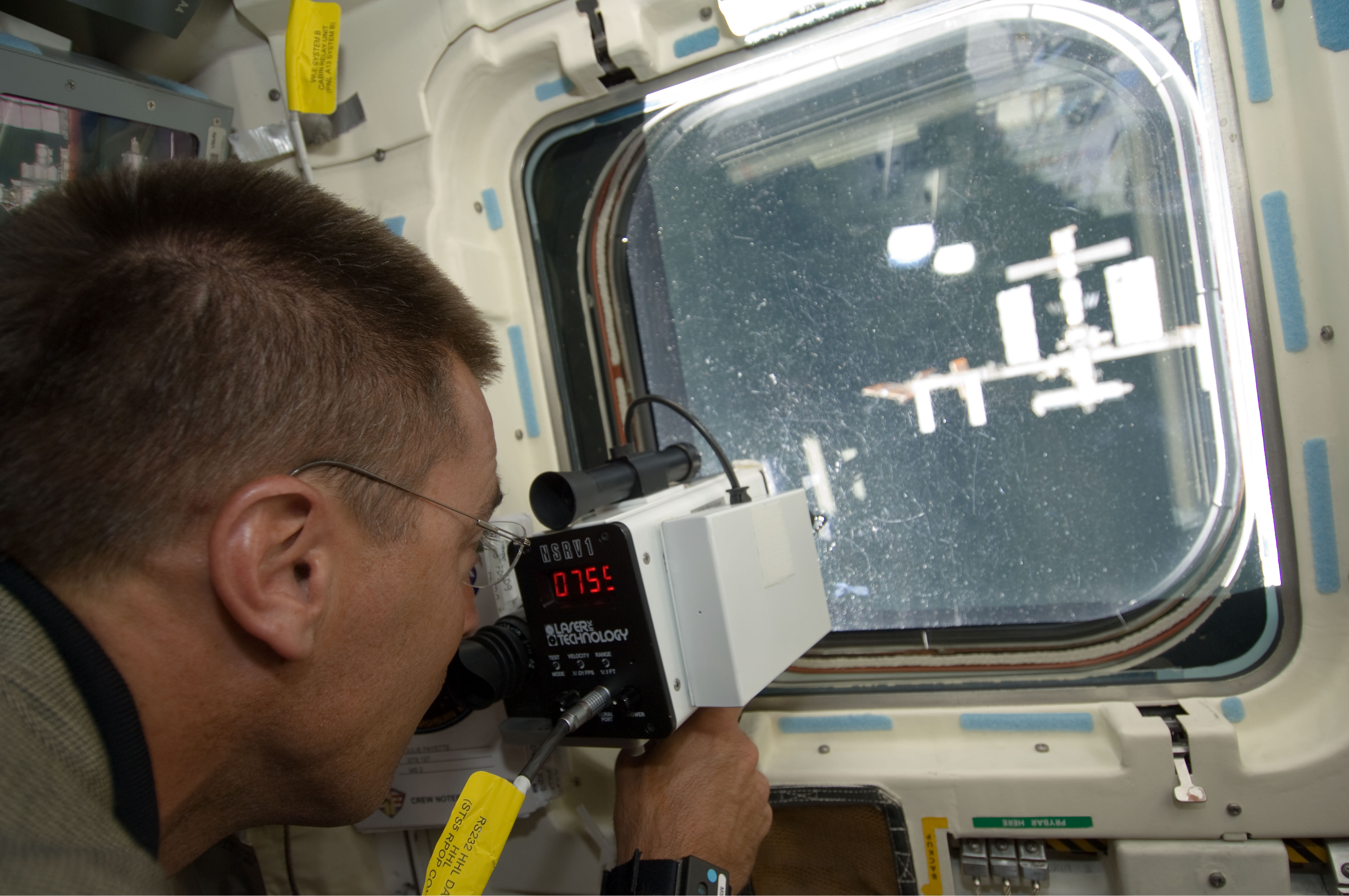
Кристофер Кэссиди, с помощью специального прибора, измеряет расстояние до МКС.

Перед стыковкой (в 16 часов 56 минут), когда «Индевор» находился на расстоянии 180 м (600 футов) от станции, под управлением командира корабля Марка Полански, шаттл совершил переворот перед иллюминаторами станции. Во время переворота, астронавты станции Геннадий Падалка и Майкл Барратт, с помощью камер оснащённых 400 и 800 миллиметровыми объективами, проводили фотографирование теплозащитного покрытия шаттла. Было сделано около 300 снимков. Эти изображения переданы на Землю для анализа с целью выявления возможных повреждений теплоизоляции шаттла.
В 17 часов 34 минуты шаттл был на расстоянии (50 футов) от станции.
Стыковка состоялась в 17 часов 47 минут. В это время станция и шаттл находились над севером Австралии.
В 19 часов 48 минут был открыт люк между шаттлом и МКС. Впервые на станции находятся одновременно тринадцать астронавтов и космонавтов.
В 21 час 22 минуты астронавты сообщили, что в составе 20-й долговременной экспедиции МКС произошла замена, место японского астронавта Коити Ваката занял американский астронавт Тимоти Копра. С этого времени Ваката считается членом экипажа «Индевора». Ваката вернётся на Землю в шаттле «Индевор». Тимоти Копра проработает на станции около полутора месяцев и вернётся на Землю на шаттле «Дискавери» STS-128.
В этот же день астронавты начали переносить оборудование и материалы из шаттла в станцию. Были перенесены скафандры и инструменты, которые будут использоваться во время первого выхода в открытый космос, который назначен на следующий день (суббота, 18 июля).

### Четвёртый день полёта
11:03 18 июля — 02:33 19 июля
День первого выхода в открытый космос. Выход в космос осуществляли Дэвид Вулф и Тимоти Копра. Выход начался в 16 часов 19 минут.

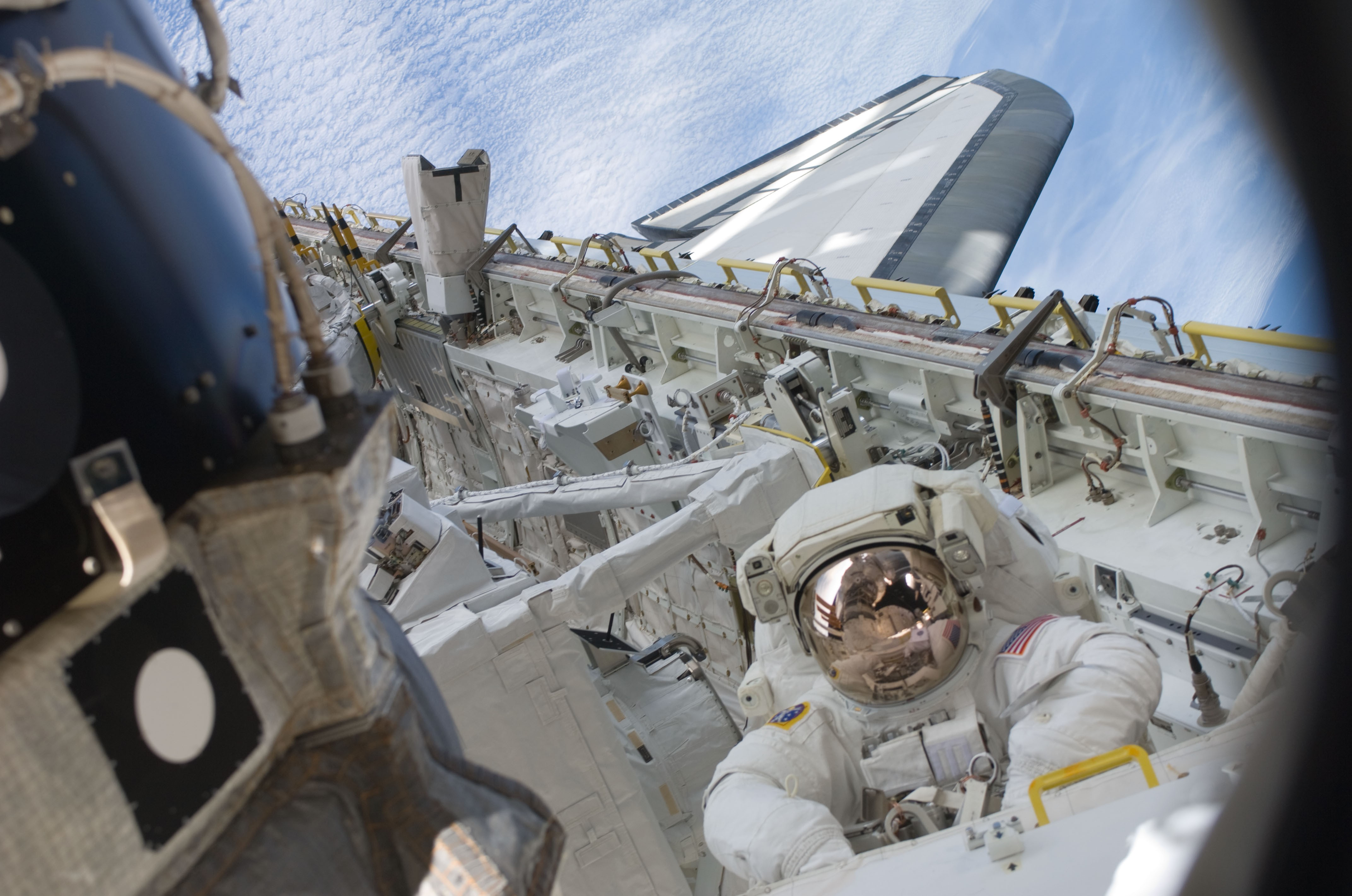
Тимоти Копра работает в грузовом отсеке шаттла.

Тимоти Копра направился в грузовой отсек шаттла, чтобы подготовить экспериментальную платформу японского исследовательского модуля «Кибо» к выгрузки из отсека шаттла. Дэвид Вулф направился к внешнему торцу модуля «Кибо», чтобы подготовить механизмы, с помощью которых к модулю будет подсоединена экспериментальная платформа. В 17 часов 43 минуты Вулф и Копра завершили работы связанные с японским модулем. С экспериментальной платформы, находящейся в грузовом отсеке шаттла, были сняты все транспортные крепления и отсоединены все кабели. Дальнейшее перемещение экспериментальной платформы из грузового отсека к месту соединения с модулем «Кибо» и её подсоединение к модулю осуществлялось без участия астронавтов, находящихся в открытом космосе. Платформа перемещалась с помощью роботов-манипуляторов станции и шаттла. Механизм соединения экспериментальной платформы с модулем «Кибо» сконструирован так, что не требуется дополнительно каким-то образом прикреплять её или подсоединять какие-то кабели. Механизм соединения срабатывает автоматически.
Экспериментальная платформа (вес которой 4,1 тонны), которая находилась в грузовом отсеке шаттла, была захвачена роботом-манипулятором МКС, которым управляли Коити Ваката и Даглас Хёрли, и поднята из грузового отсека.
Тимоти Копра продолжил работу в грузовом отсеке, он снял транспортные крепления и отсоединил кабели от универсальной грузовой платформы. На следующий день эта платформа будет выгружена из шаттла и закреплена на ферменной конструкции станции.
В это же время Дэвид Вулф выполнял предварительную работу, чтобы подготовить для обслуживания систему охлаждения, расположенной на ферменной конструкции станции. Обслуживание этой системы будет проводиться позже.
В 19 часов 35 минут Вулф и Копра переместились к сегменту Р3 ферменной конструкции. Им предстояло раскрыть внешнюю негерметичную платформу, которая предназначена для закрепления на ней различных инструментов и материалов, которые будут доставлены следующими экспедициями шаттлов. Эту работу не удалось выполнить во время предыдущего полёта шаттла «Дискавери» STS-119. Применив новые инструменты, которые, учитывая предыдущий опыт, были специально изготовлены для этой цели, астронавтом удалось раскрыть эту негерметичную платформу. Астронавты должны были раскрыть такую же негерметичную платформу на правой ветви ферменной конструкции станции, однако оставалось не достаточно времени для выполнения этой работы. Астронавты начали передвигаться к шлюзовому модулю. В 21 час 45 минут Вулф и Копра вернулись в модуль «Квест». В 21 час 51 минуту выход в открытый космос закончился. Продолжительность выхода составила 5 часов 32 минуты.
Это был 126-й выход связанный с МКС.
В 18 часов 29 минут экспериментальная платформа японского модуля была захвачена также роботом-манипулятором шаттла, которым управляли Жюли Пайетт и Марк Полански. Манипулятор станции был отсоединен от платформы и передвинулся на левую сторону ферменной конструкции станции, напротив модуля «Кибо».
В 19 часов 55 минут начался второй перехват экспериментальной платформы японского модуля, на этот раз от манипулятора шаттла к манипулятору станции.

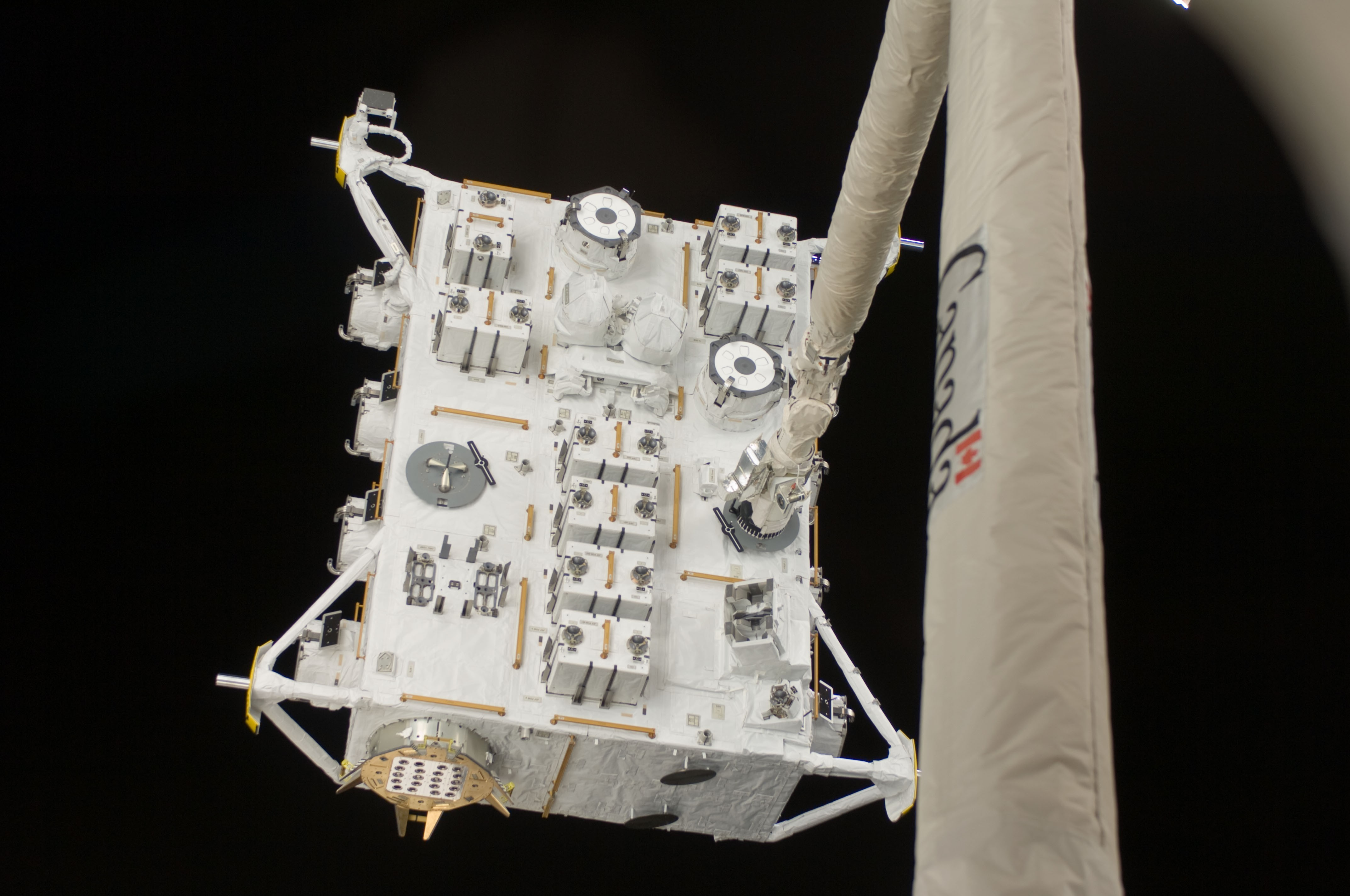
Японская экспериментальная платформа переносится манипулятором станции.

В 21 час 8 минут экспериментальная платформа японского модуля была вновь перехвачена роботом-манипулятором станции, который начал медленное перемещение платформы к её месту соединения с модулем «Кибо». В 22 часа 26 минут началась заключительная фаза соединения экспериментальной платформы к модулю «Кибо».
В процессе установки экспериментальной платформы использовался также и третий робот-манипулятор, который установлен на модуле «Кибо». На этом манипуляторе была закреплена видеокамера, с помощью которой контролировалось передвижение экспериментальной платформы.
В 23 часа 43 минуты экспериментальная платформа была присоединена к модулю «Кибо». На экспериментальной платформе имеется девять мест, на которых могут быть установлены различные приборы. К каждому такому месту подведено электропитание, каналы передачи данных и система охлаждения. С помощью платформы, предполагается проведение экспериментов по изучению Земли, окружающего космического пространства, исследование в области астрономии и материаловедении.
Специальная группа специалистов НАСА проанализировала изображения «Индевора» полученные во время старта и во время фотографирования с борта МКС. Было найдено 16 незначительных повреждений теплозащитного покрытия шаттла. Самое большое повреждение имеет размер 5×5 см (2×2 дюйма) и глубину 1,5 см (0,6 дюйма). Все обнаруженные повреждения не являются препятствием для безопасного приземления шаттла. Решено также, что не требуется дополнительных обследований теплозащитного покрытия шаттла.

### Пятый день полёта
10:33 19 июля — 02:33 20 июля

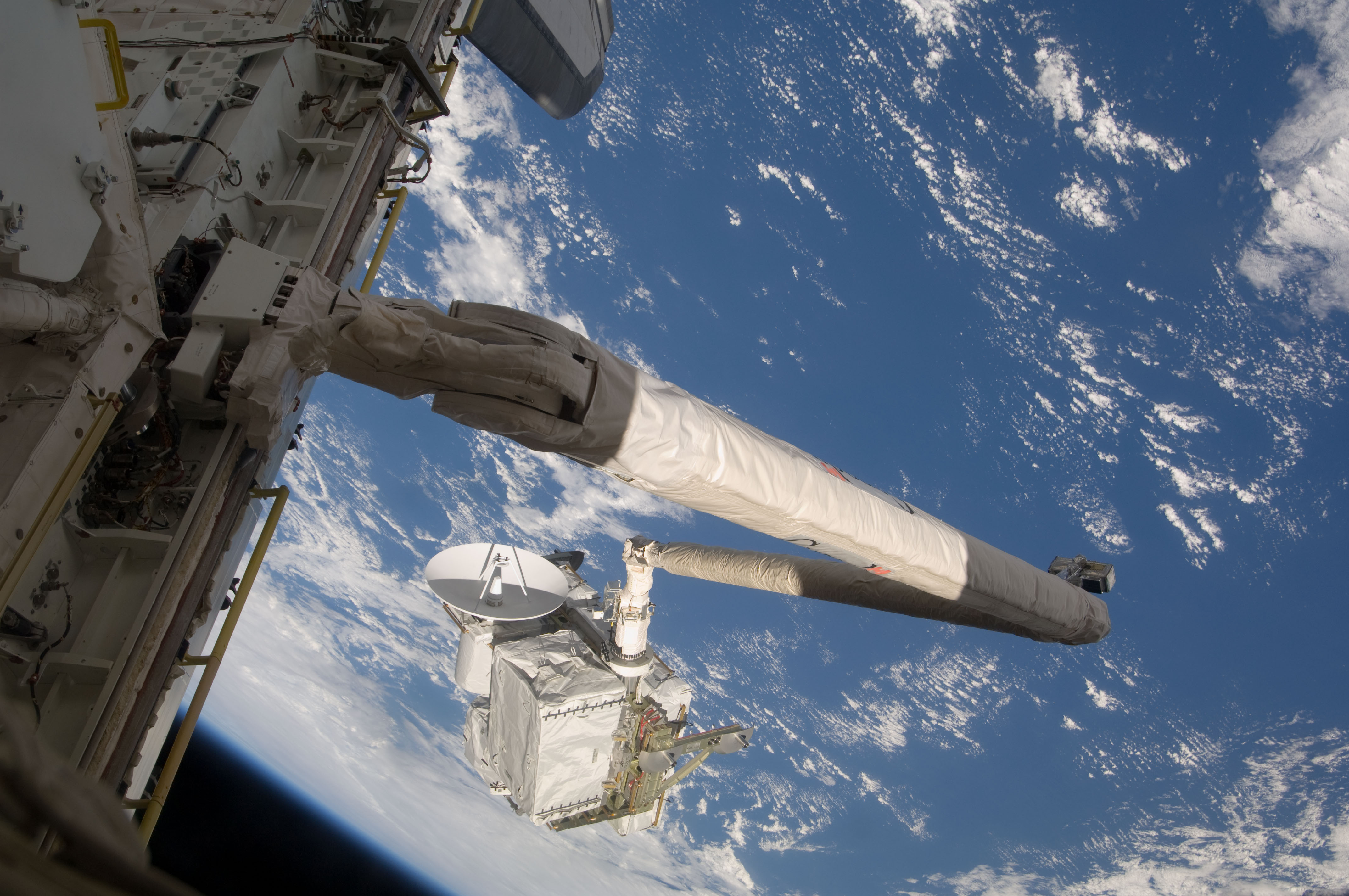
Универсальная грузовая конструкция переносится манипулятором шаттла.

В грузовом отсеке шаттла находилась универсальная грузовая конструкция (Integrated Cargo Carrier — Vertical Light Deployable, ICC-VLD). Размеры этой конструкции 2,4×4 метра (8×13 футов), а вес вместе с закреплённым на рей оборудованием, — 4 тонны. На универсальной грузовой конструкции закреплены: запасное оборудование для станции, в том числе шесть аккумуляторных батарей. Во время следующего выхода в космос, астронавты снимут доставленное оборудование с грузовой конструкции и закрепят это оборудование на внешней поверхности станции. Доставленные аккумуляторы будут установлены на сегменте Р6, а старые аккумуляторы с сегмента Р6 будут закреплены на грузовой конструкции. Позже эта грузовая конструкция будет вновь помещена в грузовой отсек шаттла. В 14 часов 12 минут универсальная грузовая конструкция, с помощью манипулятора шаттла была поднята из грузового отсека. В 15 часов 27 минут конструкция была перехвачена манипулятором станции и в 16 часов 48 минут установлена на подвижной тележке на левой стороне ферменной конструкции станции. Манипулятором шаттла управляли Марк Полански и Даглас Хёрли, а манипулятором станции Жюли Пайетт и Тимоти Копра.
Дэвид Вулф и Томас Маршбёрн готовили скафандры и инструменты для следующего выхода в открытый космос.
Астронавты переносили материалы и оборудование из шаттла на станцию.
Туалет, который расположен в модуле «Дестини», вышел из строя. Астронавты совместно со специалистами на земле пытаются разобраться с возникшими неисправностями. Астронавты пользуются туалетами, расположенными в российском модуле «Звезда» и в шаттле. Однако пользование туалетом в шаттле ограничено. Это связано с тем, что всё, что попадает в этот туалет, накапливается в баке, до тех пор, пока этот бак не наполняется. Затем содержимое этого бака выбрасывается в космос. В настоящее время шаттл пристыкован к МКС в непосредственной близости от японского модуля, и выбросы туалета будут попадать на вновь установленную экспериментальную платформу, и загрязнять эксперименты. Поэтому желательно, чтобы бак в туалете шаттла не наполнился до тех пор, пока шаттл не отстыкуется от станции.

### Шестой день полёта
10:33 20 июля — 02:03 21 июля
День второго выхода в открытый космос. Выход совершали Дэвид Вулф и Томас Маршбёрн. Астронавты должны были разгрузить универсальную грузовую конструкцию, которая за день до этого была поднята из грузового отсека шаттла и закреплена на внешней стороне станции. На универсальной грузовой конструкции на станцию были доставлены: антенна Ku-диапазона, насос для системы охлаждения станции и привод для подвижной тележки станции, на которой установлен робот-манипулятор станции. Все эти компоненты будут храниться на станции в качестве запасных, на случай выхода из строя, работающих на станции аналогичных компонент. Эти компоненты могли быть доставлены только на шаттле, которые прекратят полёты в 2010 году.

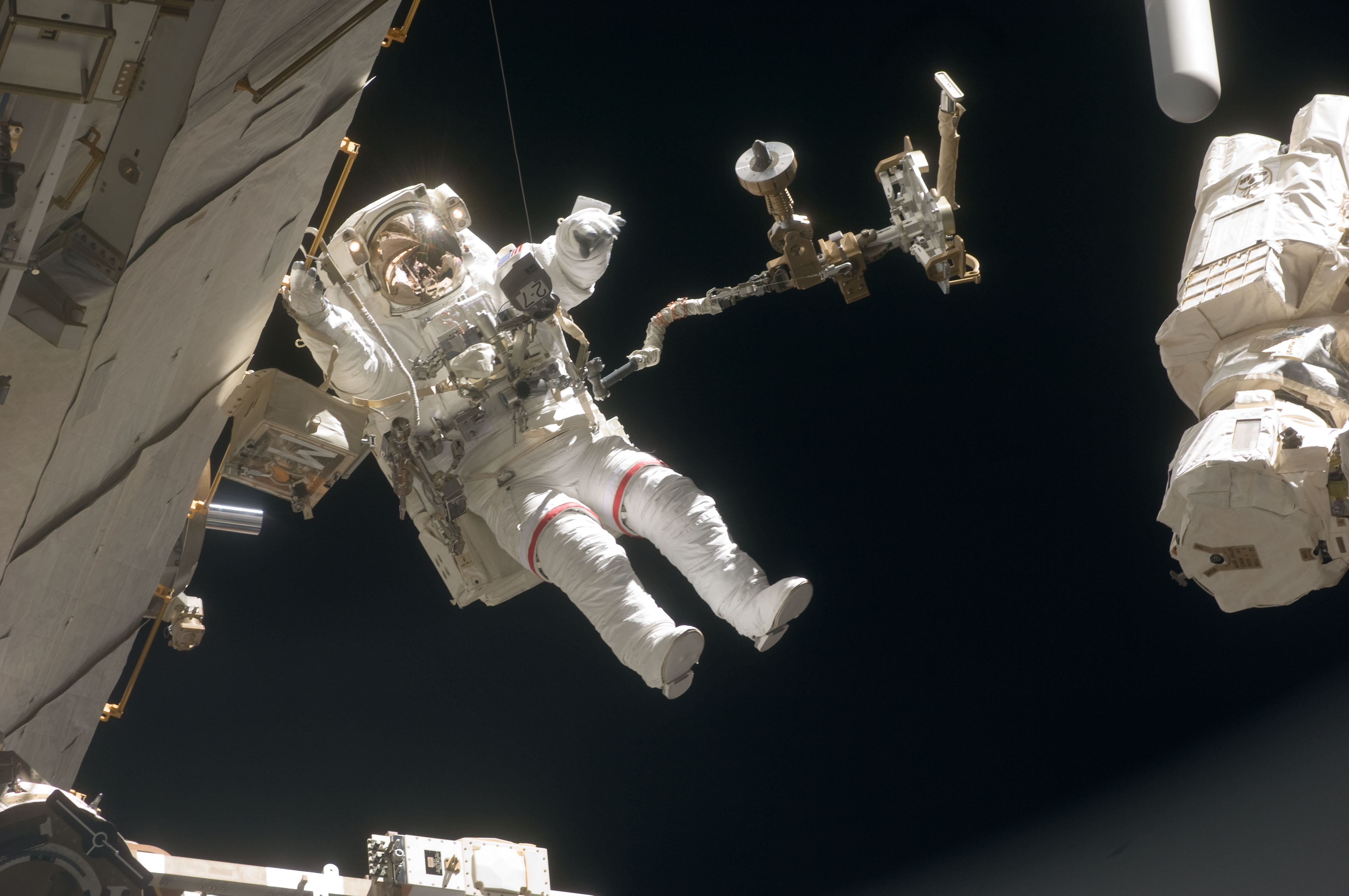
Дэвид Вулф во время второго выхода в открытый космос.

Затем Вулф и Маршбёрн переместились во вновь установленной японской экспериментальной платформе и смонтировали на ней видеокамеру, с помощью которой будет вестись наблюдение за установкой и проведением экспериментов, проводимыми на этой платформе, а также эта камера будет использоваться в процессе стыковки японского грузового корабля к станции.
Выход начался в 15 часов 27 минут.
Дэвид Вулф был закреплен на роботе-манипуляторе станции. Астронавты переместились к универсальной грузовой конструкции. Астронавты отсоединили антенну. Дэвид Вулф, находясь на манипуляторе, поднял антенну. Маршбёрн тем временем перебрался к месту на ферменной конструкции станции, где будет закреплена антенна. В 18 часов 23 минуты антенна была закреплена.
К 19 часам 21 минуты астронавты проделали аналогичную операцию с насосом системы охлаждения.
В 20 часов 31 минуты астронавты закончили переноску привода для подвижной тележки станции.
На универсальной грузовой конструкции остались ещё шесть аккумуляторов, которые будут сняты и установлены на сегменте Р6 ферменной конструкции станции во время следующих выходов в космос.

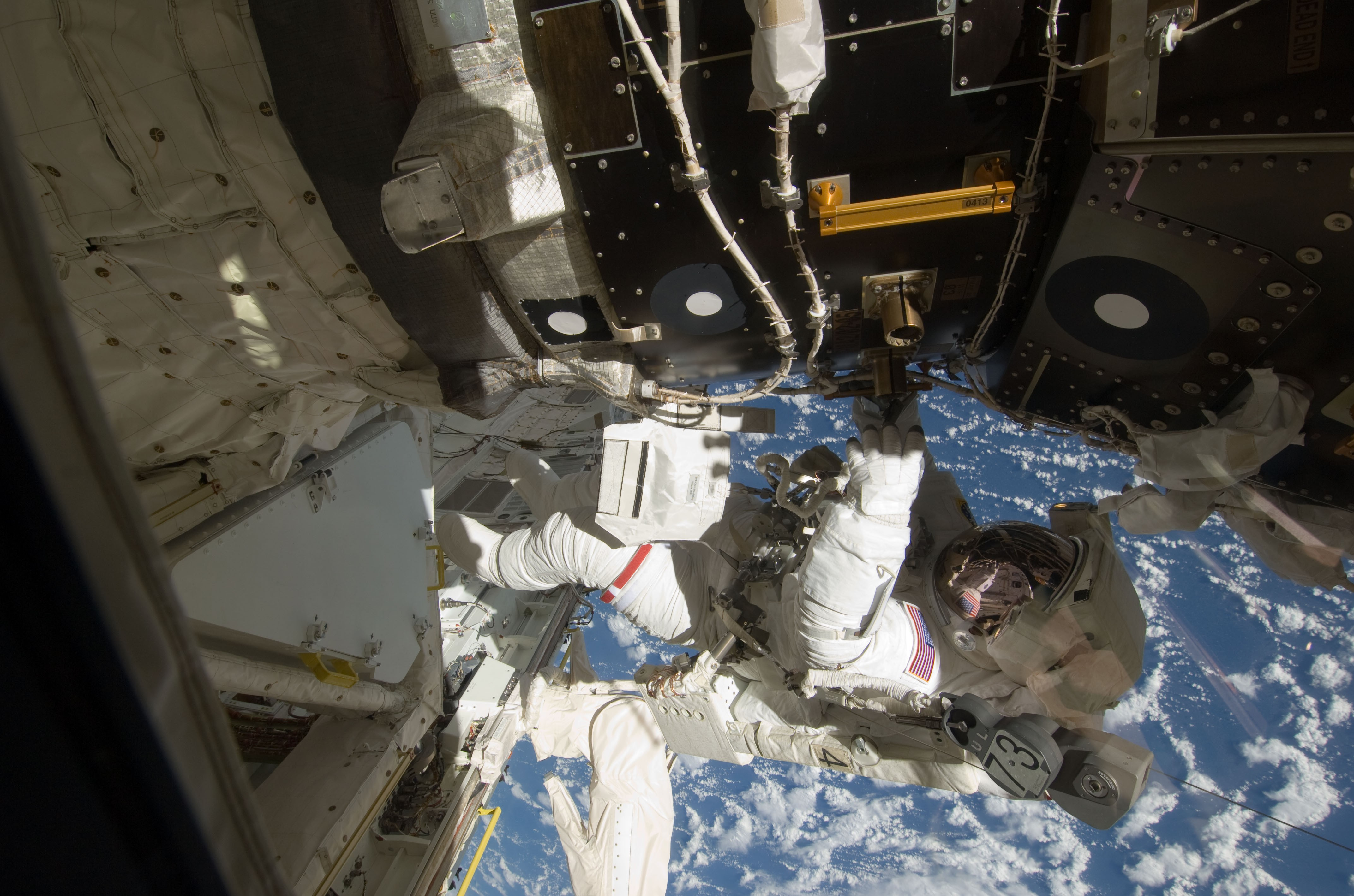
Томас Маршбёрн во время второго выхода в открытый космос.

Выполнение заданий по разгрузке универсальной грузовой конструкции продолжалось слишком долго, поэтому осталось недостаточно времени для установки видеокамеры на японском модуле. Эта камера будет установлена во время следующих выходов в космос. Вместо этого астронавты установили дополнительную изоляцию на силовые кабели, которые расположена вокруг стыковочного порта, и которые являются частью системы передачи электроэнергии от солнечных батарей станции к шаттлу.
В 22 часа 5 минут астронавты вернулись к шлюзовому модулю.
Выход закончился в 22 часа 20 минут. Продолжительность выхода составила 6 часов 53 минуты. Это был 127-й выход, связанный с МКС.
Заменив несколько загрязненных компонентов, астронавтам удалось починить туалет в модуле «Дестини». С 16 часов 34 минут туалет вновь функционирует.

### Седьмой день полёта
10:03 21 июля — 02:03 22 июля
В 13 часов с помощью робота-манипулятора шаттла из грузового отсека был поднят контейнер, содержащий три экспериментальных прибора, которые должны быть установлены на японской экспериментальной платформе. В контейнере находятся: прибор для астрономических наблюдений в рентгеновском диапазоне, прибор для мониторинга окружающего пространства и система коммуникации.
В 13 часов 43 минуты транспортная конструкция с японскими приборами была перехвачена манипулятором станции. Затем конструкция была подведена к экспериментальной платформе. В 14 часов 37 минут транспортная конструкция была установлена на экспериментальной платформе.

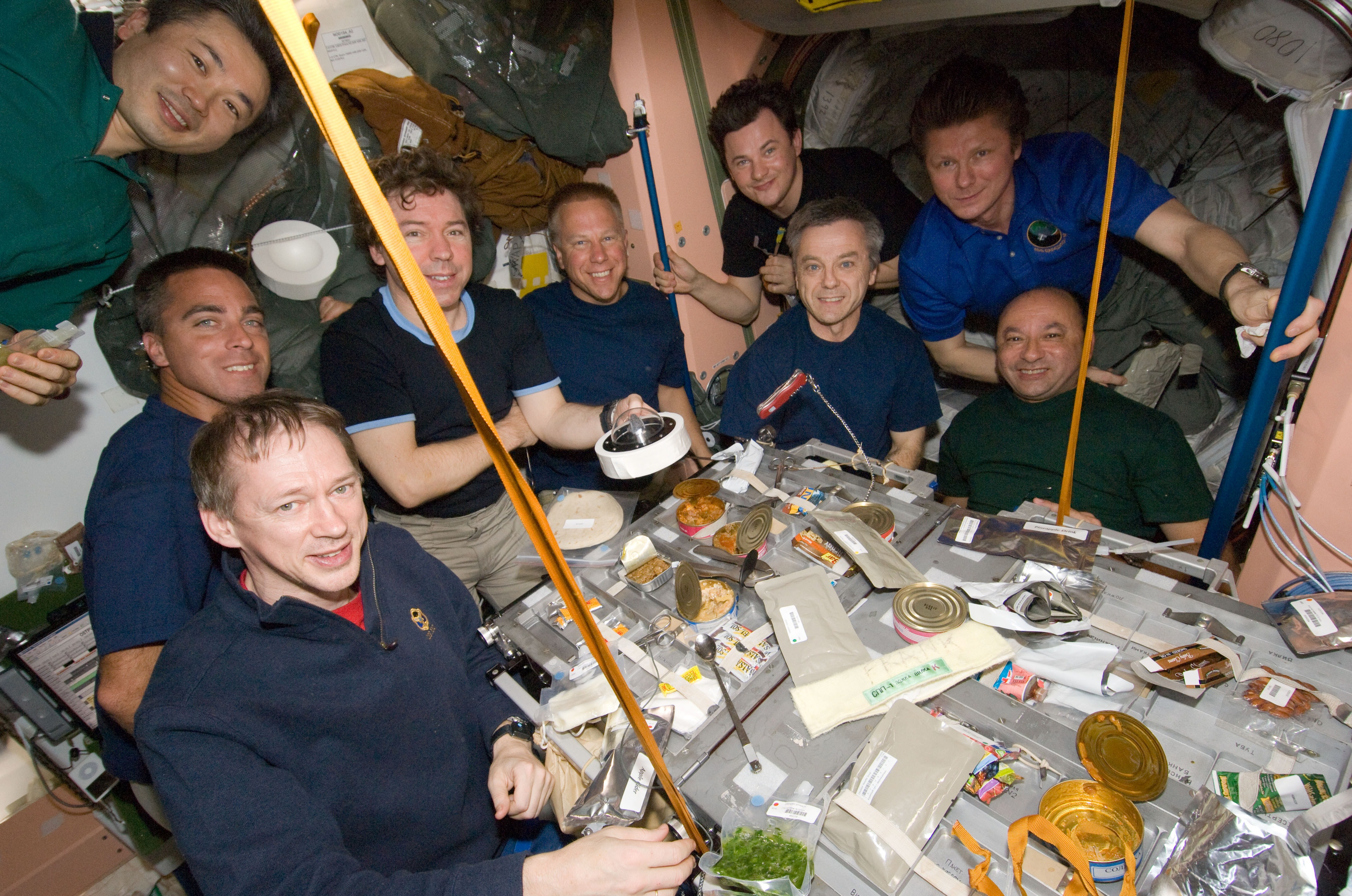
Совместный обед экипажей шаттла и МКС.

Приборы, которые находятся на транспортной конструкции, будут установлены на предназначенные для них места на экспериментальной платформе с помощью робота-манипулятора японского модуля. После этого, пустая транспортная конструкция будет вновь помещена в грузовой отсек шаттла и отправится на Землю.
После операции с японской транспортной конструкцией, с помощью робота-манипулятора станции была захвачена универсальная грузовая конструкция, на которой находятся шесть запасных аккумуляторов. К 18 часам 48 минутам манипулятор станции переместился к левому краю ферменной конструкции, где находится сегмент Р6. Во время следующих выходов астронавты заменят аккумуляторы сегмента Р6, которые находятся в эксплуатации уже более восьми лет, на новые. Сегмент Р6 был установлен на станции в ноябре 2000 года во время миссии «Индевор» STS-97.
Астронавты Вулф и Кэссиди готовили скафандры и инструменты для выхода в космос на следующий день.
Во второй половине дня астронавты имели время для отдыха.

### Восьмой день полёта
10:03 22 июля — 01:03 23 июля

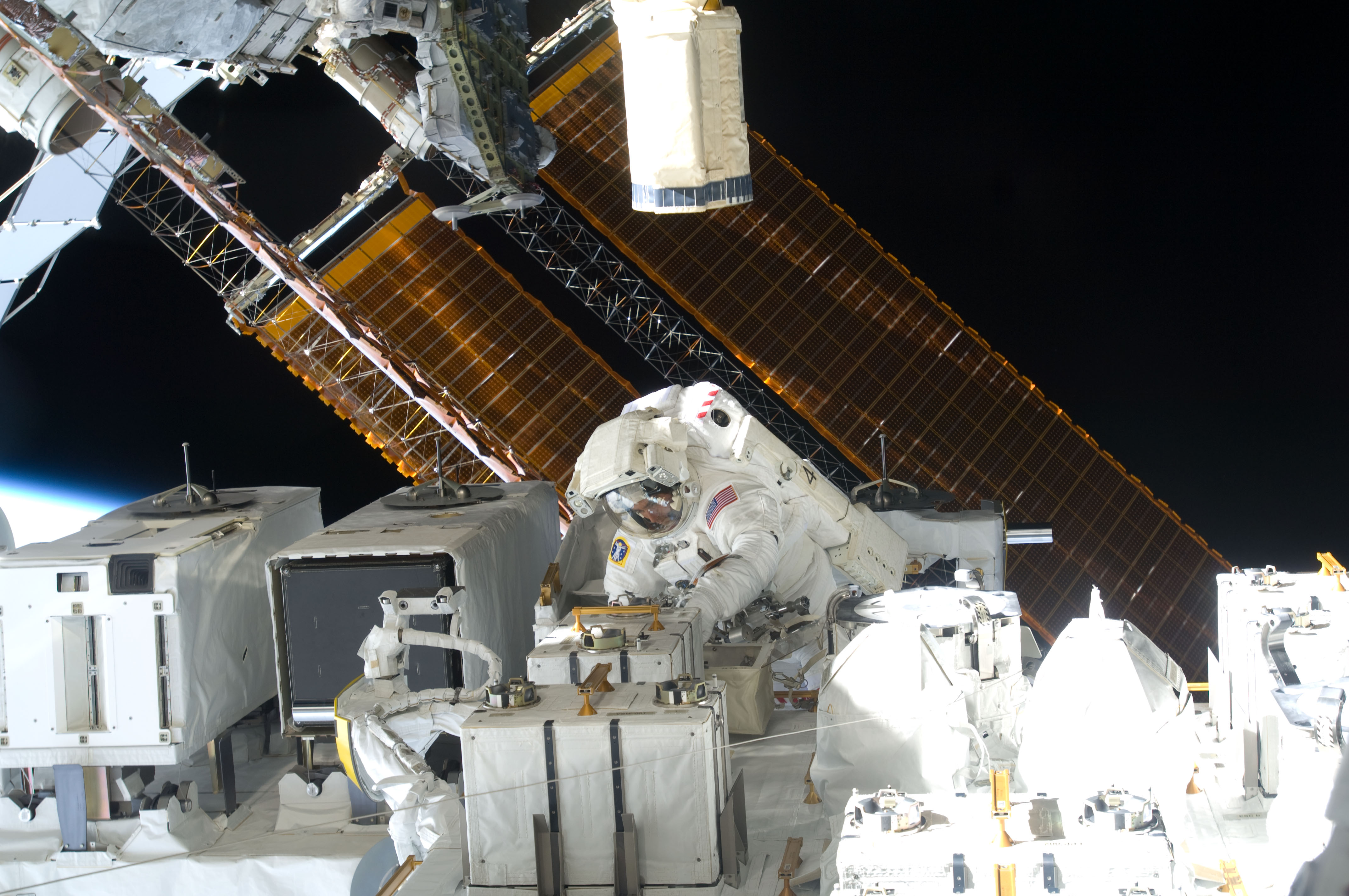
Кристофер Кэссиди работает на японской экспериментальной платформе.

День третьего выхода в открытый космос. Выход совершали Дэвид Вулф и Кристофер Кэссиди. Астронавты должны были заменить четыре из шести аккумуляторов на сегменте Р6 ферменной конструкции станции. Астронавтам предстояло работать на самом дальнем краю (приблизительно на расстоянии 45 метров от шлюзового модуля «Квест») ферменной конструкции, где находится сегмент Р6. Каждый никель-водородный аккумулятор имеет размер 100×90×45 см (40×36×18 дюймов) и весит 170 кг (375 фунтов). Продолжительность работы аккумуляторов рассчитана на 6,5 лет.
Выход начался в 14 часов 32 минуты. Дэвид Вулф направился к модулю «Гармония», чтобы подготовить оборудование, которое будет необходимо во время стыковки японского грузового корабля HTV, прибытие которого на станцию запланировано на сентябрь текущего года. Кристофер Кэссиди направился к вновь установленной японской экспериментальной платформе, чтобы подготовить к установке на ней приборов, находящихся на транспортной конструкции.
К 16 часам Вулф и Кэссиди закончили выполнение первых заданий и начали передвигаться к сегменту Р6.
В 16 часов 40 минут астронавты размонтировали и достали из слота на сегменте Р6 первую батарею. Эта батарея была закреплена на временном месте. Затем астронавты достали новую батарею из универсальной грузовой конструкции, которая подвешена на роботе-манипуляторе станции. В 17 часов 11 минут первая батарея была установлена на сегменте Р6. В такой же последовательности к 18 часам 36 минутам была заменена вторая батарея. В 19 часов 26 минут астронавты достали из слота на сегменте Р6 третью батарею.

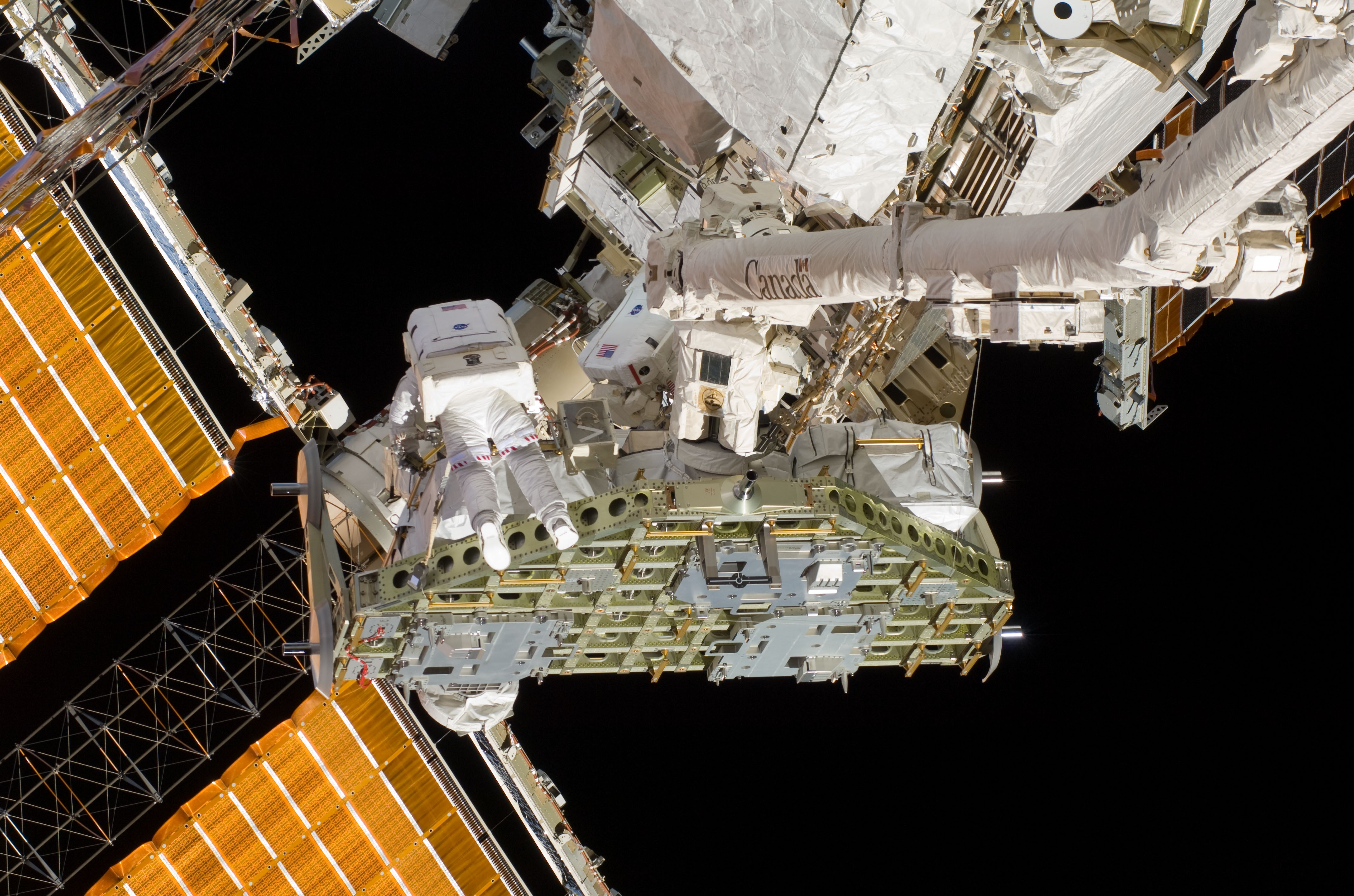
Кэссиди и Вулф работают на универсальной грузовой конструкции возле сегмента Р6 станции.

В 19 часов 52 минуты было замечено, что концентрация диоксида углерода в скафандре Кэссиди постоянно растёт. Предположительно, в скафандре Кэссиди вышла из строя канистра, содержащая гидроксид лития (LiOH), который поглощает диоксид углерода (CO2) из внутренней атмосферы скафандра. Нормальное давление диоксида углерода в скафандре составляет 0,3-0,5 мм ртутного столба. В скафандре Кэссиди давление повысилось до 3 мм рт. ст. В атмосфере станции и шаттла давление диоксида углерода составляет 5 мм рт. ст. Сигнал тревоги в скафандре срабатывает, если давление достигает 8 мм рт. ст. Если давление достигает 15 мм рт. ст., то у астронавта начинается недомогание. В ситуации сложившейся во время текущего выхода в открытый космос, здоровье Кэссиди не подвергалось опасности. Из центра управления полётом поступила команда астронавтам: прекратить работу в открытом космосе и вернуться в шлюзовой модуль. К этому времени астронавты заменили на сегменте Р6 две аккумуляторные батареи из планировавшихся четырёх. Была также размонтирована и снята третья батарея. Из-за прекращения выхода, эта батарея была временно закреплена на месте.
В 20 часов 21 минуту астронавты вернулись в шлюзовой модуль.
Выход был закончен в 20 часов 31 минуту. Продолжительность выхода составила 5 часов 59 минут.
Это был 128-й выход, связанный с МКС.
Во время следующего выхода, который состоится в пятницу (24 июля), астронавты Кэссиди и Маршбёрн должны будут заменить оставшиеся четыре аккумуляторные батареи на сегменте Р6.

### Девятый день полёта
09:33 23 июля — 01:03 24 июля
Астронавты двадцатой экспедиции МКС Коити Ваката и Тим Копра впервые использовали японский робот-манипулятор по назначению. С помощью манипулятора были перенесены приборы с транспортной конструкции на экспериментальную платформу.

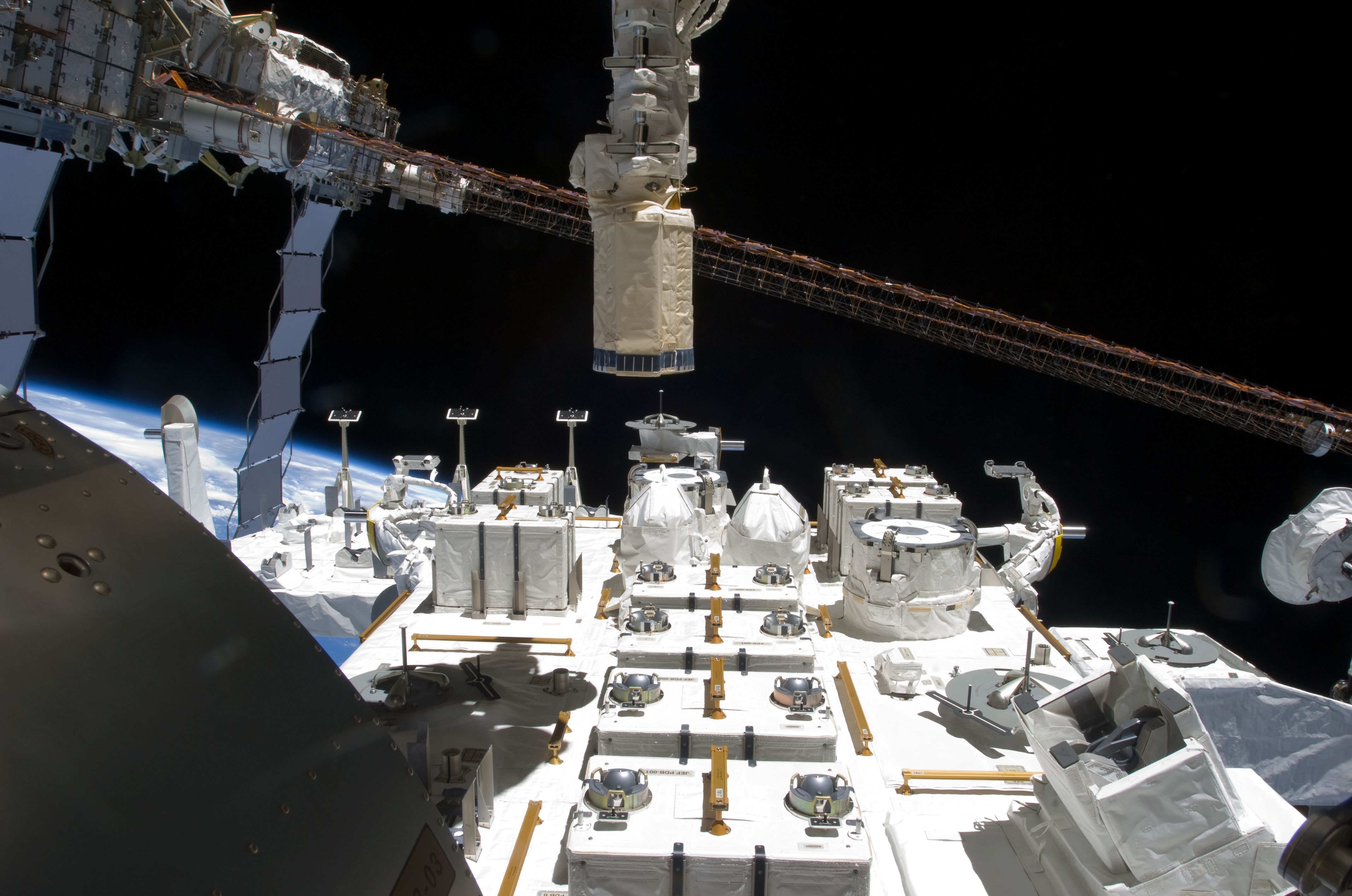
Вид на японскую экспериментальную платформу из модуля «Кибо».

Первым был перенесён прибор, предназначенный для изучения космического излучения в рентгеновском диапазоне (Monitor of All-sky X-ray Image). В 15 часов 25 минут этот прибор был установлен на передней стороне японской экспериментальной платформы.
Вторым был перенесём прибор — система межорбитальной коммуникации (Inter-orbit Communications System), который предназначен для непосредственной связи между японским исследовательским модулем «Кибо» и центром управления в Цукуба. Эта связь будет осуществляться через японский коммуникационный спутник. Через этот прибор будет осуществляться двухсторонняя радиосвязь, передача на Землю полученных экспериментальных данных, а также передача видеоизображения. В 17 часов 26 минут прибор был захвачен манипулятором, которым управляли Жюли Пайетт и Тимоти Копра. В 18 часов 58 минут система коммуникации была установлена на внешней стороне экспериментальной платформы.
В 19 часов 43 минуты началась переноска прибора предназначенного для изучения окружающего космического пространства (Space Environment Data Acquisition Equipment-Attached Payload, SEDA-AP). Этот прибор предназначен для измерения параметров нейтронов, плазмы, тяжелых ионов, частиц высокой энергии, атомарного кислорода и космической пыли в окружающем МКС пространстве.
В 21 час 20 минут этот прибор был установлен на экспериментальной платформе.
Астронавты провели две пресс-конференции. Первая состоялась в 20 часов 23 минуты, вторая — в 21 час 58 минут.
Кэссиди и Маршбёрн готовили скафандры и инструменты для следующего выхода в открытый космос. В скафандре Кэссиди была заменена канистра с гидроксидом лития.

### Десятый день полёта
09:03 24 июля — 00:33 25 июля
День четвёртого выхода в открытый космос. Выход совершали Кристофер Кэссиди и Томас Маршбёрн. Во время выхода астронавты должны были заменить четыре аккумуляторные батареи на сегменте Р6 ферменной конструкции станции. Работа была рассчитана на 7,5 часов.
После досрочно прекращённого третьего выхода положение ситуация с аккумуляторами было следующим: были размонтированы и сняты три аккумулятора из сегмента Р6, два из которых были упакованы на универсальной грузовой конструкции, а третий был временно закреплён на сегменте Р6; два новых аккумулятора были установлены на их рабочие места на сегменте Р6.
Выход начался в 13 часов 54 минуты.

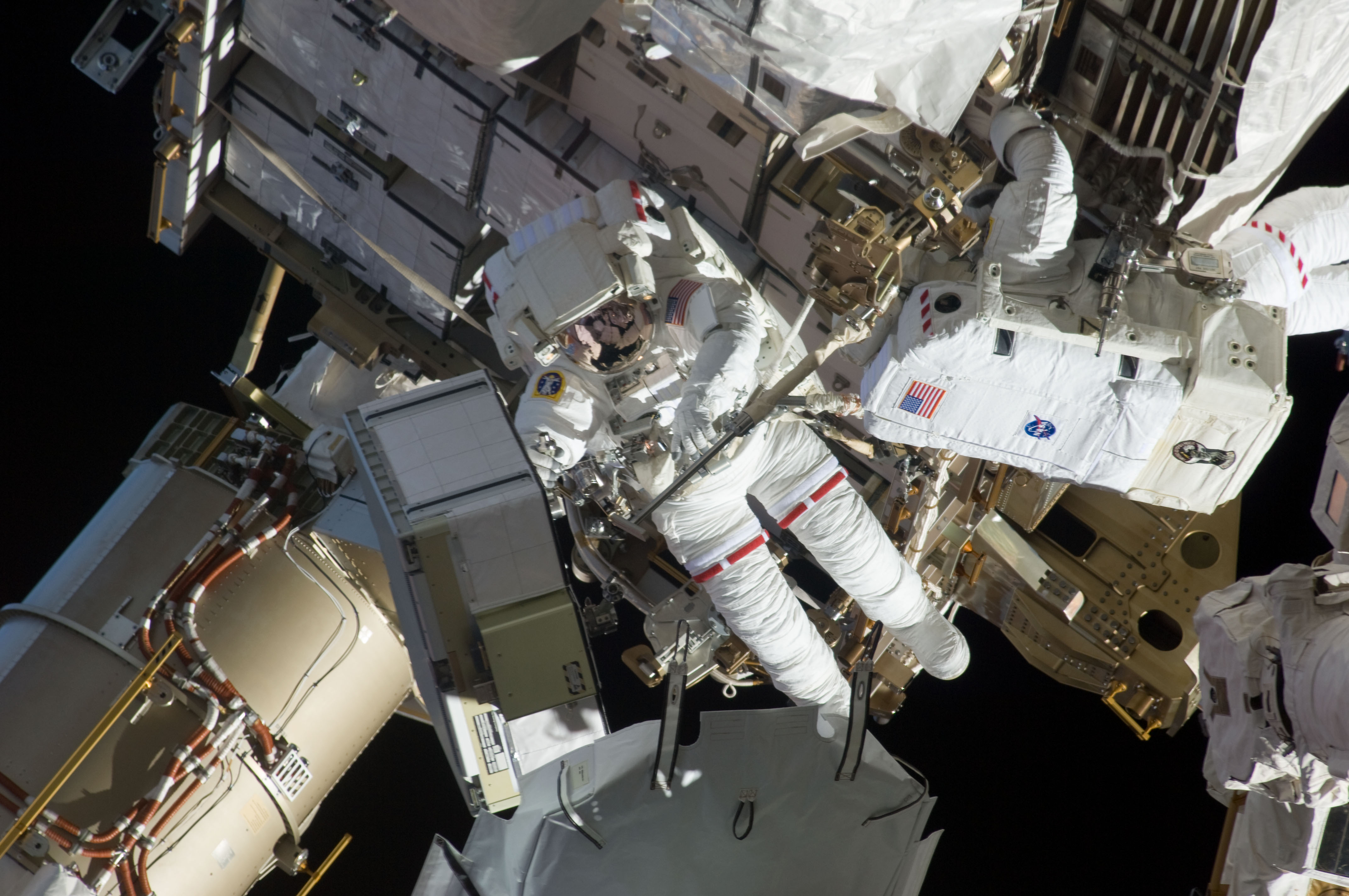
Томас Маршбёрн (справа) и Кристофер Кэссиди во время четвёртого выхода в открытый космос.

Астронавты перебрались к сегменту Р6 на дальнем левом краю ферменной конструкции станции. В 14 часов 35 минут астронавты приступили к работе на сегменте Р6. Они достали третий новый аккумулятор из универсальной грузовой конструкции и в 15 часов 19 минут установили его в свободный слот на сегменте Р6. Затем Кэссиди достал следующий новый аккумулятор, а Маршбёрн размонтировал следующий старый аккумулятор. В 16 часов 12 минут астронавты упаковали старый аккумулятор на грузовой конструкции. В 17 часов 19 минут был установлен четвёртый новый аккумулятор. В 17 часов 40 минут был размонтирован пятый старый аккумулятор. В 18 часов 53 минуты был установлен пятый новый аккумулятор. В 19 часов 24 минуты последний (шестой) аккумулятор был упакован на грузовой конструкции. В 19 часов 50 минут на сегменте Р6 был установлен последний новый аккумулятор. В 20 часов 3 минуты последний старый аккумулятор упакован на грузовой конструкции. В 20 часов 57 минут Кэссиди и Маршбёрн вернулись в шлюзовой модуль.
Выход был закончен в 21 час 6 минуту. Продолжительность выхода составила 7 часов 12 минут.
Это был 129-й выход, связанный с МКС.
Универсальная грузовая конструкция, которая подвешена на роботе-манипуляторе станции, и на которой упакованы старые аккумуляторы, была перенесена к шаттлу, где была перехвачена манипулятором шаттла (21 час 33 минуты) и затем помещена в грузовой отсек (21 час 52 минуты). Манипулятором станции управляли Жюли Пайетт и Коити Ваката, манипулятором шаттла — Даглас Хёрли и Марк Полански.

### Одиннадцатый день полёта
09:46 25 июля — 00:03 26 июля
В этот день экипаж шаттла имел время для отдыха. В 12 часов началась пресс-конференция, астронавты отвечали на вопросы корреспондентов CBS и других новостных агентств.

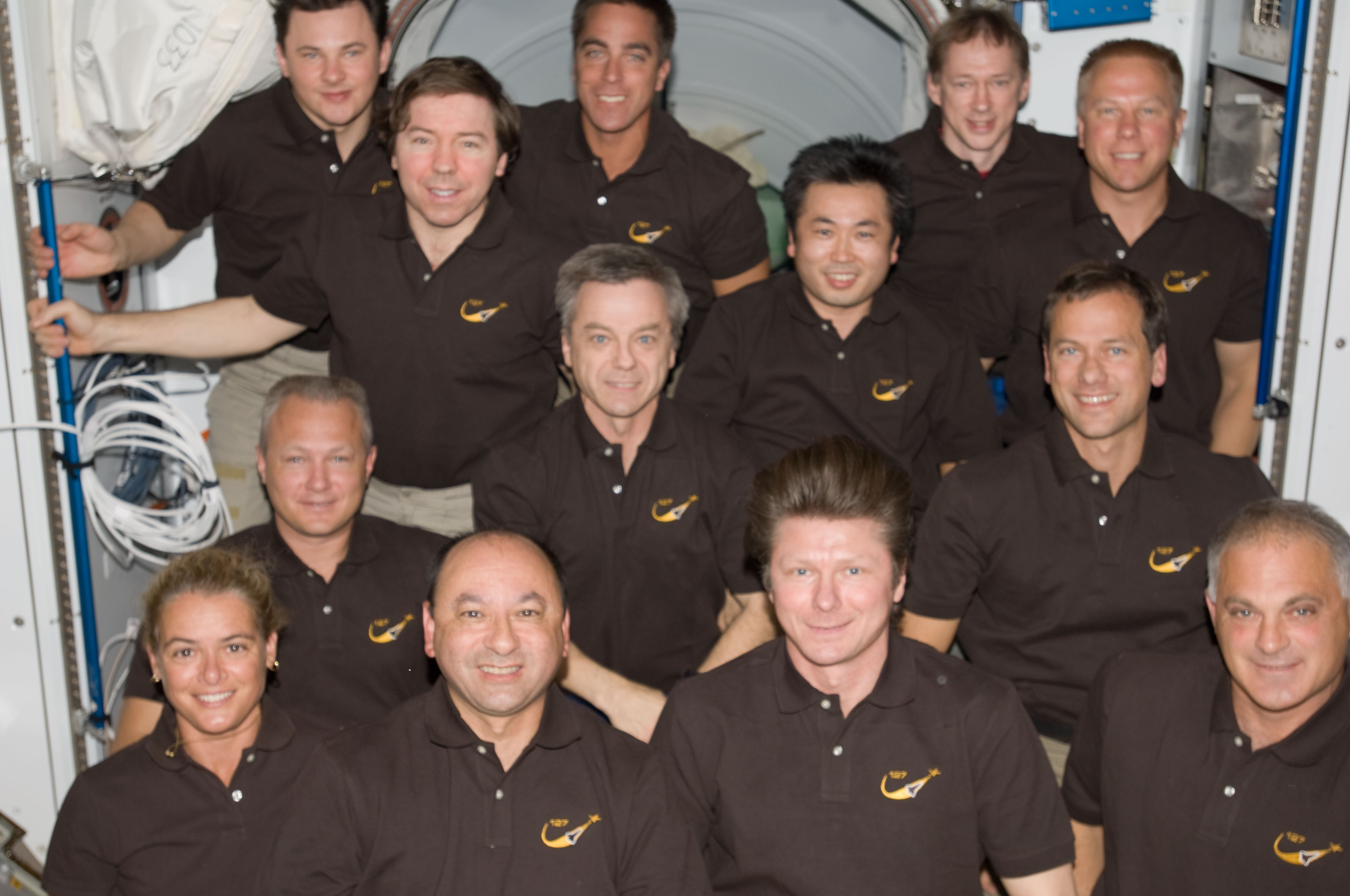
Групповой портрет экипажей «Индевора» и МКС. Впереди слева направо: Пайетт, Полански, Падалка, Вулф; в среднем ряду слева направо: Хёрли, Тирск, Вакката, Маршбёрн; в третьем ряду слева направо: Романенко, Барратт, Кэссиди, де Винне, Копра.

Во второй половине дня вышла из строя автоматическая система контроля температуры в устройстве удаления диоксида углерода (carbon dioxide removal assembly, CDRA) из атмосферы станции. Система контроля температуры была переключена на ручной режим управления, который осуществлялся по командам из центра управления полётом. Устройство удаления диоксида углерода продолжает функционировать в таком режиме. На станции имеется две системы удаления диоксида углерода: одна («Воздух») в российском сегменте и вторая, в американском модуле «Дестини». Кроме того, на шаттле установлены канистры с гидроксидом лития, который адсорбирует диоксид углерода. Пока не ясно, вызвана поломка в устройстве удаления диоксида углерода увеличением экипажа до тринадцати астронавтов или причина в другом. Инженеры НАСА продолжают анализировать проблемы, возникшие в системе контроля температуры. Запасное устройство удаления диоксида углерода будет доставлено на станцию на следующем шаттле «Дискавери» STS-128, старт которого назначен на 25 августа.

### Двенадцатый день полёта
08:03 26 июля — 23:33 26 июля
Система контроля температуры в устройстве удаления диоксида углерода продолжает оставаться в ручном режиме управления, который осуществлялся по командам из центра управления полётом.
Астронавты должны были перенести японскую транспортную конструкцию (теперь уже пустую) в грузовой отсек шаттла. В 11 часов 50 минут транспортная конструкция была захвачена роботом-манипулятором станции. В 12 часов 18 минут транспортная конструкция была отсоединена от экспериментальной платформы. Затем конструкция была перехвачена манипулятором шаттла и в 13 часов 45 минут она была помещена в грузовой отсек.
В 18 часов 28 минут объединённый экипаж «Индевора» и МКС проводили традиционную пресс-конференцию.
Астронавты Кэссиди и Маршбёрн готовили скафандры и инструменты для пятого, последнего, выхода в открытый космос.

### Тринадцатый день полёта
07:33 27 июля — 23:03 27 июля
День пятого выхода в открытый космос. Выход совершали Кристофер Кэссиди и Томас Маршбёрн. Астронавты должны были переконфигурировать кабели вокруг двух гироскопов стабилизации станции, поправить теплоизоляцию на канадском роботе «Декстре», установить две видео камеры на японской экспериментальной платформе и раскрыть складскую платформу на ферменной конструкции станции. Внешняя складская платформа предназначена для хранения запасных частей и запасного оборудования, которые будут доставлены во время следующих полётов шаттлов, для станции.
Выход начался в 11 часов 33 минуты.
После выхода из шлюзового модуля, Маршбёрн направился к канадскому роботу «Декстр», а Кэссиди к секции Z1, где расположены гироскопы стабилизации станции.
В 12 часов 27 минут Маршбёрн закончил работу с теплоизоляционным покрытием робота «Декстр» и направился к японской экспериментальной платформе.

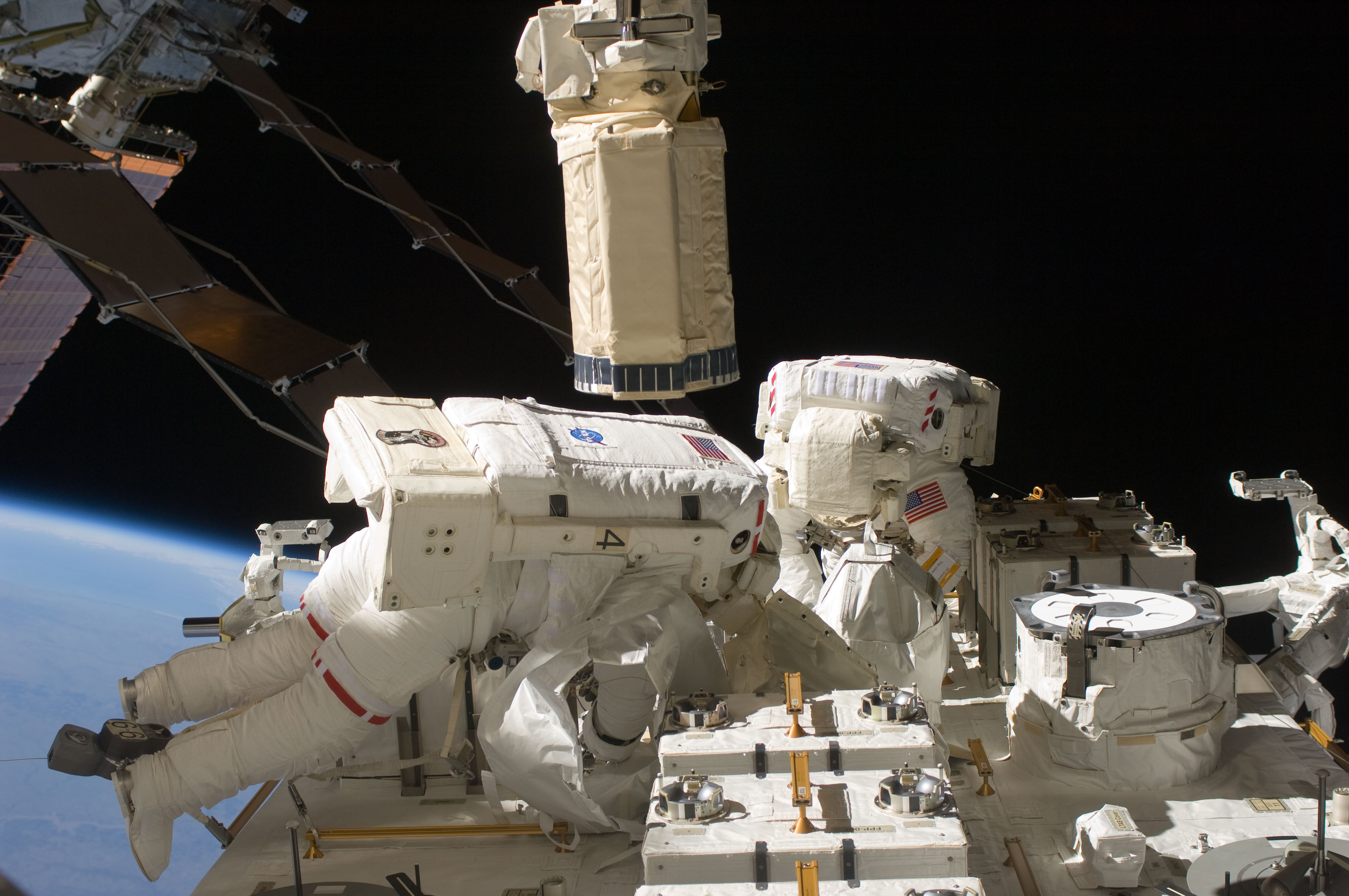
Томас Маршбёрн (слева) и Кристофер Кэссиди во время пятого выхода в открытый космос.

Кэссиди переключил силовые кабели двух гироскопов так, чтобы электропитание подводилось к этим гироскопам по разным кабелям. Затем Кэссиди также направился к японской экспериментальной платформе.
Две видеокамеры были упакованы на экспериментальной платформе. В 13 часов 19 минут астронавты распаковали первую камеру. Кристофер Кэссиди закрепил камеру на внешней стороне экспериментальной платформы и подсоединил к ней кабели. В 13 часов 53 минуты астронавты распаковали вторую камеру и затем установили её в рабочее положение на экспериментальной платформе. Специалисты в японском центре управления оперативно протестировали функционирование двух установленных камер и подтвердили их работоспособность.
Две видеокамеры, установленные на экспериментальной платформе, будут использоваться во время стыковки японского грузового корабля HTV, а также для контроля за проводимыми на платформе экспериментами.
Вновь возникли проблемы с адсорбентом углекислого газа в скафандре Кэссиди. Было принято решение отказаться от развертывания внешней складской платформы на сегменте S3. Эту работу будут выполнять или астронавты экипажа МКС, или астронавты следующих шаттлов.
Вместо работы на сегменте S3, астронавты установили три поручня и два разъёма на японском модуле «Кибо».
В 16 часов 10 минут астронавты вернулись в шлюзовой модуль «Квест».
Выход был закончен в 16 часов 27 минут. Продолжительность выхода составила 4 часа 54 минуты.
Это был 130-й выход, связанный с МКС.
Астронавты закончили переноску полезных грузов доставленных на станцию. Около 980 кг (2175 фунтов) полезных грузов было доставлено на станцию. Из станции в шаттл было перенесено 900 кг (1980 фунтов) различного оборудования и результатов экспериментов, проделанных на станции, для отправки на Землю.
После перезагрузки программного обеспечения системы контроля в устройстве удаления диоксида углерода в модуле «Дестини», устройство вновь функционирует в автоматическом режиме.

### Четырнадцатый день полёта
07:03 28 июля — 23:03 28 июля

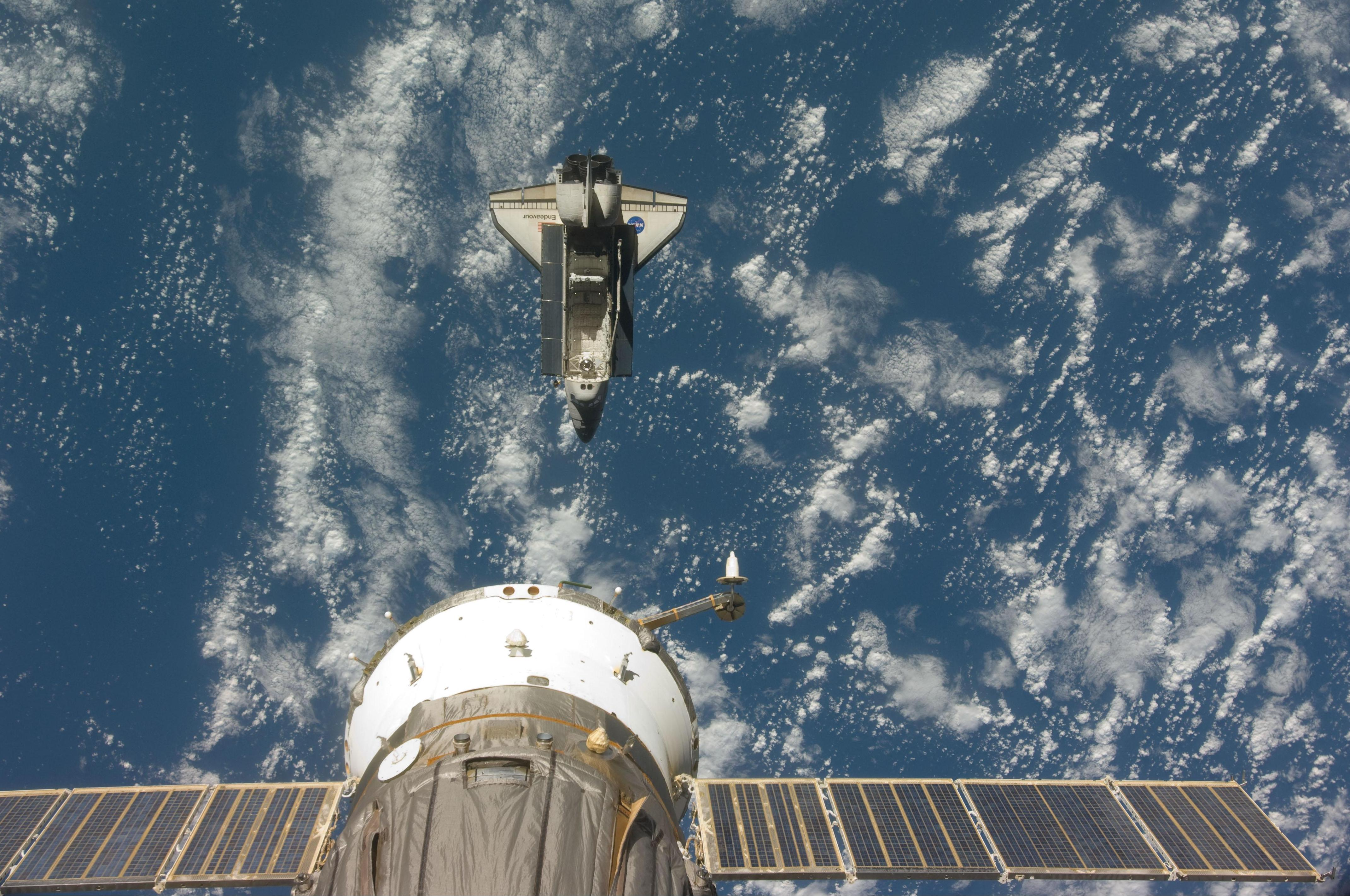
«Индевор» удаляется от МКС.

Экипажи «Индевора» и МКС попрощались друг с другом в модуле «Гармония». В 15 часов 8 минут был закрыт люк между «Индевором» и МКС. В 17 часов 26 минут над Индийским океаном состоялась расстыковка. Время совместного полёта составило 10 суток 23 часа 39 минут. Когда «Индевор» отошёл от МКС на расстояние 120 метров (400 футов), он совершил традиционный облет станции. Облёт начался в 17 часов 51 минуту. В 19 часов 9 минут были включены двигатели шаттла и он окончательно удалился от станции.
Вместе с экипажем «Индевора» покинул станцию и японский астронавт Кочи Ваката, который прибыл на станцию 17 марта 2009 года на шаттле «Дискавери» STS-119. Ваката провёл на станции более 133 суток. Ваката стал первым японским астронавтом, совершившим три космических полёта («Индевор» STS-72, Дискавери" STS-92, «Дискавери» STS-119) и первым японским астронавтом совершившим длительный космический полёт, в общей сложности он провёл в космосе 159 суток 10 часов 48 минут.

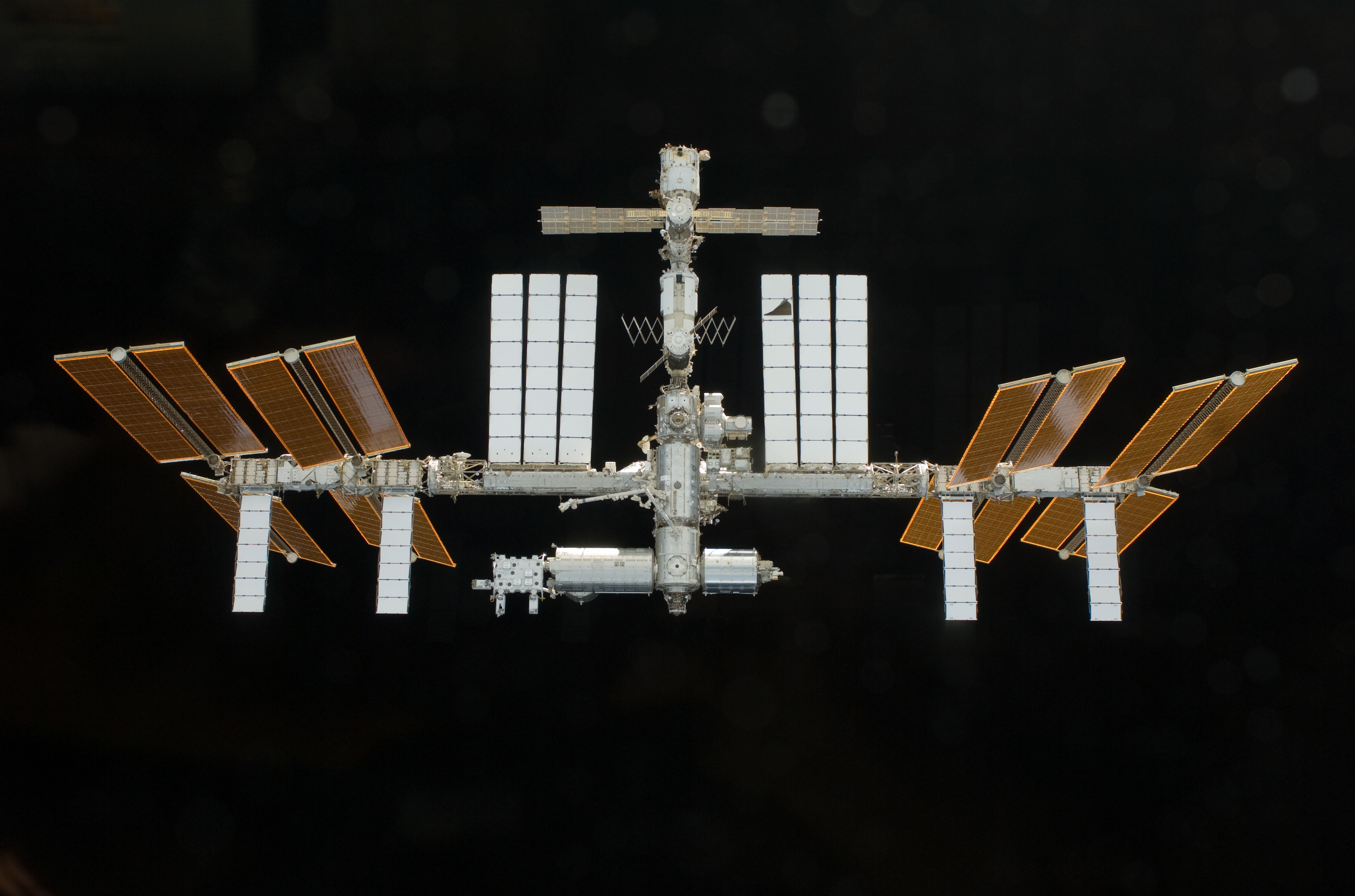
Вид МКС после расстыковки с «Индевором».

Шаттл освободил путь для, назначенной на завтра (29 июля в 11 часов 16 минут), пристыковки к станции российского грузового корабля «Прогресс», который был запущен 24 июля с космодрома Байконур.

### Пятнадцатый день полёта
06:03 29 июля — 22:03 29 июля
Астронавты проводили обследование теплозащитного покрытия шаттла, чтобы убедиться, что в течение полёта теплозащита не была повреждена микрометеоритами или обломками космического мусора.
Обследование проводилось с помощью робота-манипулятора станции с удлинителем, на котором укреплены камера и лазерный сканер.
Обследование началось в 10 часов 30 минут и продолжалось до 14 часов.
Результаты обследования переданы на Землю. После анализа результатов, специалисты НАСА примут решении о приземлении шаттла. До этого времени шаттл находится в пределах досягаемости станции. Если будет обнаружены повреждения покрытия шаттла, которые сделают невозможным приземления, то шаттл сможет вернуться к станции и вновь пристыковаться к ней.
Астронавты упаковывали оборудование и инструменты перед посадкой.

### Шестнадцатый день полёта
06:03 30 июля — 22:03 30 июля
Специалисты НАСА, проанализировав снимки, не обнаружили повреждений теплозащитного покрытия шаттла. Объявлено, что для безопасного приземления шаттла нет никаких препятствий.
Астронавты тестировали системы шаттла, которые будут задействованы во время приземления.
В пятницу (31 июля) «Индевор» имеет две возможности для приземления: на 248 и 249 витках. НАСА не рассматривает варианты приземления в пятницу на военно-воздушной базе Эдвардс в Калифорнии. Если по каким-либо причинам «Индевор» не приземлится в пятницу, то в субботу будут приниматься во внимание возможности приземления во Флориде и в Калифорнии.
В 12 часов 34 минуты из грузового отсека шаттла были запущены спутники: DRAGONSAT. В это время шаттл пролетал над Боливией.
В 17 часов 23 минуты были запущены спутники ANDE-2. В это время шаттл пролетал над Техасом.

### Семнадцатый день полёта
06:03 31 июля — 14:48 31 июля
День приземления.
В 11 часов был закрыт грузовой отсек шаттла.
В 13 часов 38 минут на шаттл передано разрешение на посадку. В 13 часов 41 минуту были включены двигатели на торможение. В это время «Индевор» находился над Индийским океаном западнее Малайзии. Двигатели торможения отработали 2 минуты 51 секунду, шаттл сошёл с орбиты и начал плавный спуск. В 14 часов 16 минут, находясь на высоте 122 км (400.000 футов) над южной частью Тихого океана, шаттл входит в верхние слои атмосферы, его скорость составляет 25 М. Траектория шаттла пролегала над Галапагосскими островами, над Коста-Рикой, над Карибским морем и Кубой. В 14 часов 26 минут шаттл был на высоте 72 км (236.000 футов), его скорость — 25.000 км/ч (15.400 миль/час).

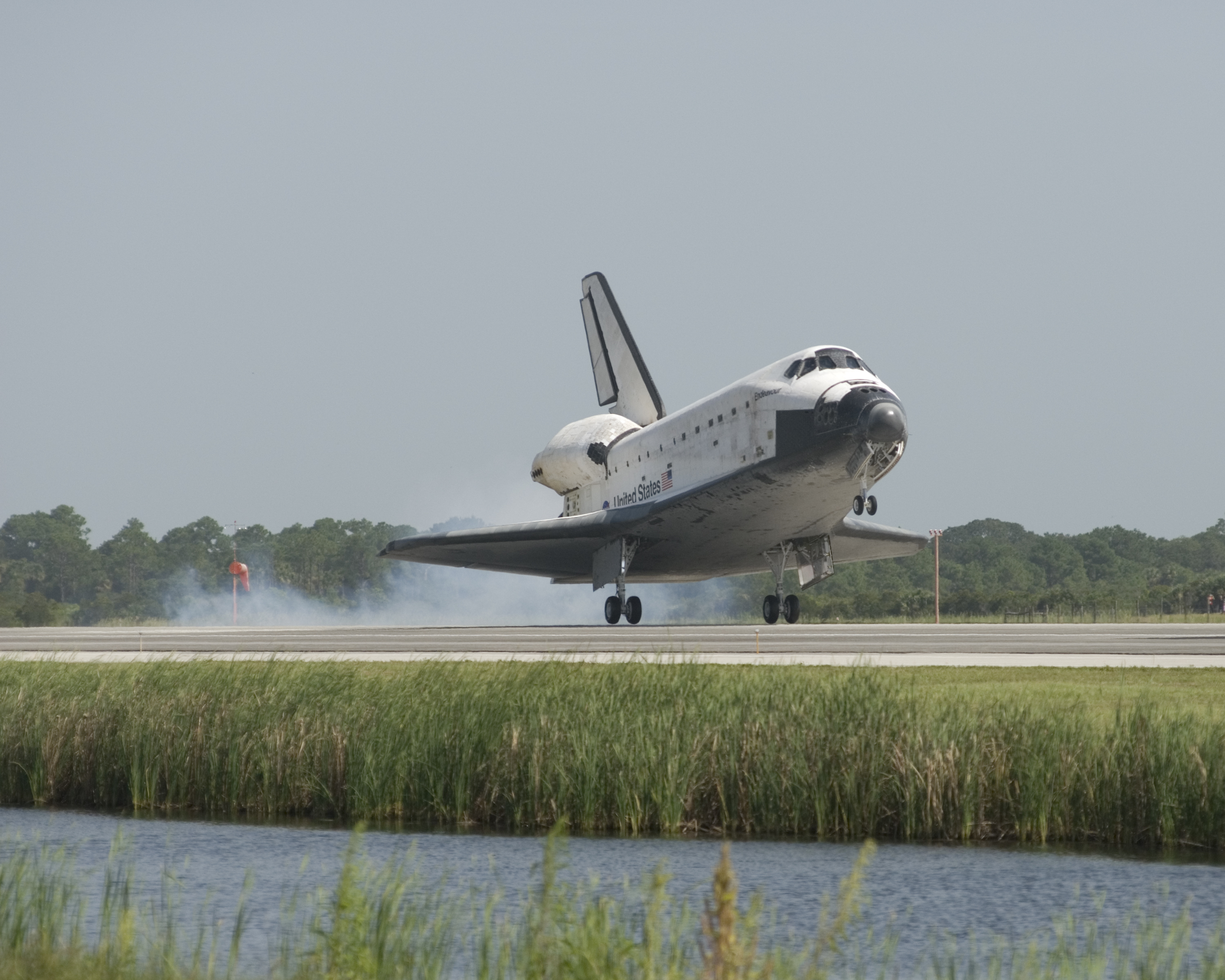
«Индевор» приземляется.

«Индевор» приземлился на взлётно-посадочной полосе № 15 Космического центра Кеннеди в 14 часов 48 минут 8 секунд по Гринвичу (10 часов 48 минут 8 секунд летнего времени восточного побережья США). Продолжительность полёта составила 15 суток 16 часов 44 минуты 58 секунд. За время полёта «Индевор» совершил 248 витков вокруг Земли и преодолел 10,5 млн км (6.547.853 мили). Это было 71-е приземление шаттла в Космическом центре Кеннеди.
На месте приземления экипаж шаттла встречал, недавно назначенный, новый директор НАСА Чарльз Болден.
Через несколько часов после приземления, «Индевор» был перевезён в ангар, где он будет проходить послеполётное обслуживание, и где его начнут готовить к следующему полёту («Индевор» STS-130), который назначен на февраль 2010 года.

## Итог
Завершена сборка японского исследовательского модуля «Кибо». Осуществлено пять выходов в открытый космос. Заменено шесть самых старых аккумуляторных батарей на сегменте Р6. Доставлены запасное оборудование и материалы, необходимые для продолжения работы экипажа МКС. Произведена замена одного члена экипажа 20-й экспедиции МКС.